# Lady Gaga díjai és jelölései

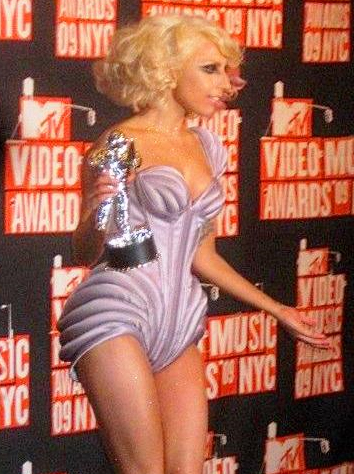
MTV Video Music Awards (2009)

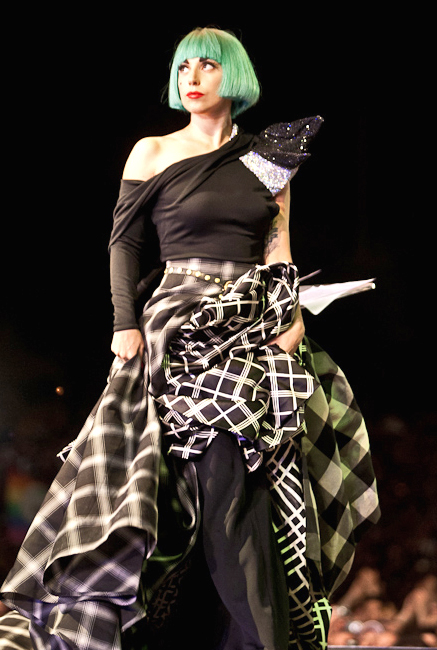
Gaga az EuroPride-on Rómában (2011). Az énekesnő ismert jótékonysági és társadalmi tevékenységeiért, többek között küzd az LMBT-jogokért is, amelyért számos elismerést ítéltek oda neki

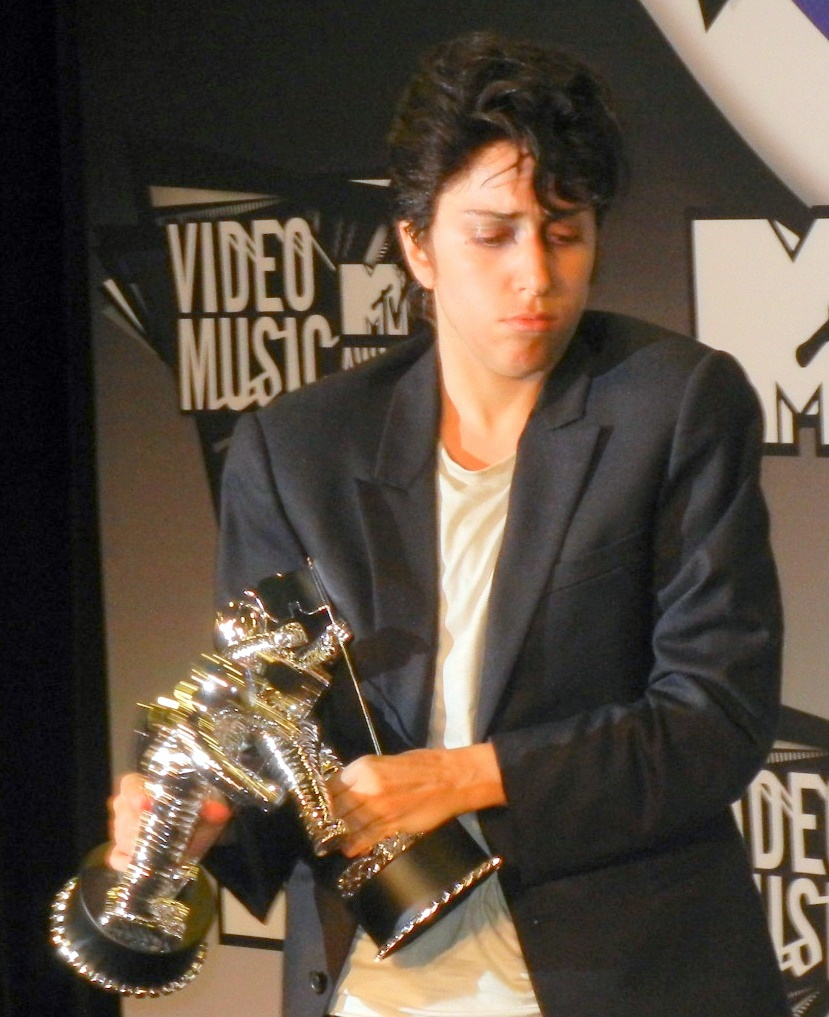
MTV Video Music Awards (2011)

Gaga a Csillag születik bemutatóján a Torontói Nemzetközi Filmfesztiválon (2018)

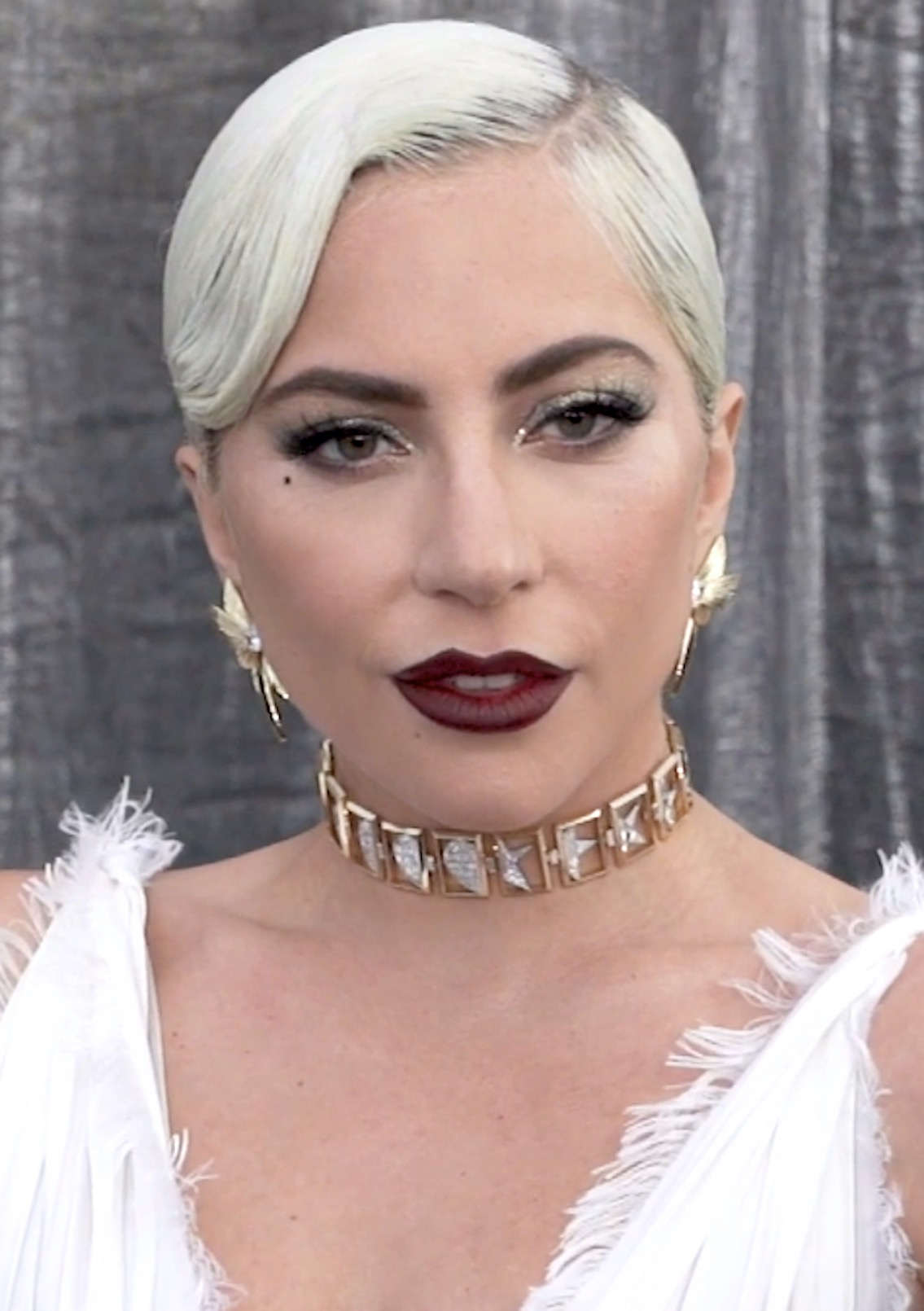
Screen Actors Guild-díjátadó (2019)

Lady Gaga amerikai dalszerző-énekesnő és színésznő számos díjban részesült, amióta ismertséget szerzett 2008-ban a The Fame című debütáló albumának kiadásával. A lemez számos díjat bezsebelt, ezenkívül összesen hat Grammy-díjra kapott jelölést, köztük Az év albuma kategóriában is. Az 52. Grammy-gálán elnyerte Az év legjobb dance/elektronikus albuma elismerést, valamint az album Poker Face című kislemeze A legjobb dance felvétel díját kapta meg. A 2010-es Brit Awards díjátadón a The Fame elnyerte A legjobb nemzetközi album díját. Gaga 2009-ben adta ki a The Fame Monster elnevezésű középlemezét, rajta olyan dalokkal, mint a Bad Romance és a Telephone. A két dal videóklipje rekordszámú tizenhárom jelölést kapott a 2010-es MTV Video Music Awards (VMA) gálán, melyekből összesen nyolc kategóriában kerültek ki győztesként. Mindkét kisvideót jelölték Az év videóklipje kategóriában, ezzel Gaga lett az első női előadó a VMA történetében, aki két jelölést is kapott a kategóriában egyazon évben. 2011-ben Gaga hat jelölést kapott az 53. Grammy-gálára, ahol végül három díjjal gazdagodott: elnyerte A legjobb popalbum díját a The Fame Monster lemezével, illetve a Bad Romance című dalával megkapta A legjobb női popénekes teljesítményért, valamint A legjobb rövid hosszúságú videóklipnek járó Grammy-trófeákat.
2011-es Born This Way albuma három jelölést kapott az 54. Grammy-gálán. Gaga zsinórban harmadjára kapta meg jelölését Az év albuma kategóriában. A következő évben a lemez elnyerte Az év albuma elismerést a People’s Choice Awards gálán, illetve címadó dalhoz készült videóklip két MTV VMA-díjat zsebelt be, köztük A legjobb videó díját női előadótól. Harmadik stúdióalbuma, az Artpop (2013) elnyerte A legjobb album díját női előadótól a 2014-es World Music Awardson. 2014-ben Tony Bennett-tel közös jazzalbumot jelentetett meg Cheek to Cheek címmel, amellyel Grammy-díjat nyert A legjobb hagyományos vokális popalbum kategóriában.
2015-ben Gaga a The Hunting Ground című dokumentumfilmhez felvette a Til It Happens to You című dalt, amelyért Satellite-díjat kapott A legjobb eredeti betétdal kategóriában, továbbá jelölték Oscar-díjra, Critics’ Choice-díjra, valamint Grammy-díjra is A legjobb film- és más vizuális média számára írt dal kategóriában. Ugyanabban az évben az amerikai Billboard magazin „Az év nőjének” nevezte meg Gagát, ugyanakkor női előadóként elsőként átvehette az Amerikai Hanglemezgyártók Szövetségének (RIAA) gyémánt fokozatú elismerését. A Dalszerző Hírességek Csarnokának Kortárs-Ikon díját is ő vehette át elsőként, amiért „ikonná vált a popkultúrában”. 2016-ban People’s Choice-, és Satellite-jelölése mellett Golden Globe-díjat nyert A legjobb színésznő – Minisorozat, vagy televíziós film kategóriában az Amerikai Horror Story című sorozat ötödik évadában (Hotel) nyújtott teljesítményéért. Televíziós különkiadásainak köszönhetően, úgy mint a Lady Gaga Presents the Monster Ball Tour: At Madison Square Garden és a Tony Bennett and Lady Gaga: Cheek to Cheek Live!, Gaga két Emmy-jelölést is begyűjtött. Zenei pályafutása mellett Gaga ismert jótékonysági és társadalmi tevékenységeiért, melyet többek között Do Somethingǃ-díjjal is jutalmaztak már. 2013-ban a Time magazin olvasói az évtized második legbefolyásosabb emberének választották meg.
2018-ban Gaga főszerepet játszott az 1937-es Csillag születik harmadik feldolgozásában. Alakításával elsöprő sikert aratott a kritikusok körében és elnyerte A legjobb női főszereplőnek járó Critics’ Choice-díjat, valamint ugyanabban a kategóriában egy-egy jelölést gyűjtött be a 91. Oscar-gálán, a 76. Golden Globe-gálán, a 25. Screen Actors Guild-díjátadón, illetve a 72. BAFTA-gálán. A filmhez készült filmzenei albummal, melyen a Shallow című dal is megtalálható, további zenei díjakkal bővült Gaga gyűjteménye. Elnyerte A legjobb eredeti filmbetétdalnak járó Oscar-, Golden Globe-, és Critics’ Choice-díjakat. A 61. Grammy-gálán a dal megkapta A legjobb popduó vagy -együttes teljesítményért, valamint A legjobb film- és más vizuális média számára írt dalért járó Grammy-díjakat amellett, hogy jelölést kapott Az év dala és Az év felvétele kategóriákban. A Csillag születik filmzenei albumával és annak Shallow című dalával Gaga az első olyan személlyé vált a díjátadók történetében, akit egyazon évben Oscar-díjjal, Grammy-díjjal, BAFTA-díjjal, illetve Golden Globe-díjjal jutalmaztak. Gaga hatodik, Chromatica (2020) című stúdióalbumáról megjelent a Rain on Me című dal, amellyel Grammy-díjat nyert A legjobb popduó vagy -együttes teljesítmény kategóriában, ezzel a történelem első kizárólag női együttműködése lett, amely elnyerte ezt a díjat. A 2020-as MTV Video Music Awards gálán Gaga megkapta a Tricon-díjat, melyet neki adtak át valaha először, amiért a szórakoztatóipar több területén is nagy sikereket ért el, ezentúl további négy díjat nyert el, amivel a VMA-k történetének harmadik legtöbbet díjazott előadójává vált tizennyolc elismeréssel. 2021-ben Patrizia Reggiani szerepében játszott A Gucci-ház című bűnügyi életrajzi filmben, amiért elnyerte a New York-i Filmkritikusok Körének Legjobb színésznőnek járó díját, valamint jelölést kapott BAFTA-díjra, Golden Globe-díjra, Screen Actors Guild-díjra és Critics’ Choice Movie Awards-díjra A legjobb színésznő kategóriában.
2022-ben Gaga kiadta a Hold My Hand című dalt a Top Gun: Maverick című filmhez, amiért Sport Emmy-díjat nyert a Kiemelkedő zenei rendezésért és megkapta harmadik Satellite-díját A legjobb eredeti dalért, valamint további jelöléseket kapott A legjobb eredeti dalért járó Oscar- és Golden Globe-díjra, A legjobb dalért járó Critics’ Choice Movie Awards-díjra, valamint A legjobb vizuális média számára írt dalért járó Grammy-díjra. 2024-ben megjelentette a Die with a Smile című dalt (Bruno Mars-szal) Mayhem című albumának első kislemezeként, amelyért elnyerte A legjobb popduó vagy -együttes teljesítményért járó Grammy-díjat, ezzel ő lett az első előadó, aki háromszor nyert az említett kategóriában.

## Főbb szakmai társulások

### Academy Awards
Az Academy Award, vagy ismertebb nevén az Oscar-díj az Egyesült Államok legrangosabb filmművészeti díja, amelyet a Filmművészeti és Filmtudományi Akadémia (AMPAS) ad ki több kategóriában 1929 óta. A Til It Happens to You a díjkiosztó történetében csupán az ötödik olyan dal volt, amely dokumentumfilmben csendült fel és Oscar-díjra jelöltek.
| Év   | A jelölés tárgya      | Kategória                  | Eredmény | Forr. |
| ---- | --------------------- | -------------------------- | -------- | ----- |
| 2016 | Til It Happens to You | A legjobb eredeti betétdal | Jelölve  | [ 7 ] |
| 2019 | Shallow               | A legjobb eredeti betétdal | Elnyerte | [ 8 ] |
| 2019 | Csillag születik      | A legjobb női főszereplő   | Jelölve  | [ 8 ] |
| 2023 | Hold My Hand          | A legjobb eredeti betétdal | Jelölve  | [ 9 ] |

### British Academy Film Awards
A Brit Filmakadémia (British Academy of Film and Television Arts, röviden BAFTA) évenként megrendezett díjkiosztó gáláján az amerikai Oscar-díjhoz hasonlóan a filmipar legjobbjait díjazzák hazai és nemzetközi pályán egyaránt. Lady Gaga az első női előadó a gála történetében, aki díjat nyert filmzenei kategóriában.
| Év   | A jelölés tárgya | Kategória                | Eredmény | Forr.  |
| ---- | ---------------- | ------------------------ | -------- | ------ |
| 2019 | Csillag születik | A legjobb női főszereplő | Jelölve  | [ 10 ] |
| 2019 | Csillag születik | A legjobb filmzene       | Elnyerte | [ 10 ] |
| 2022 | A Gucci-ház      | A legjobb női főszereplő | Jelölve  | [ 11 ] |

### Critics’s Choice Movie Awards
A Critics's Choice Awards gála 1995 óta évente kerül megrendezésre a Broadcast Film Critics Association által. Díjaikkal a filmipar legjobbjait jutalmazzák.
| Év   | A jelölés tárgya            | Kategória           | Eredmény | Forr.  |
| ---- | --------------------------- | ------------------- | -------- | ------ |
| 2012 | Hello Hello (Elton Johnnal) | A legjobb dal       | Jelölve  | [ 13 ] |
| 2016 | Til It Happens to You       | A legjobb dal       | Jelölve  | [ 14 ] |
| 2019 | Shallow (Bradley Cooperrel) | A legjobb dal       | Elnyerte | [ 15 ] |
| 2019 | Csillag születik            | A legjobb színésznő | Elnyerte | [ 15 ] |
| 2022 | A Gucci-ház                 | A legjobb színésznő | Jelölve  | [ 16 ] |
| 2023 | Hold My Hand                | A legjobb dal       | Jelölve  | [ 17 ] |

### Emmy Awards
Az Emmy-díjak a televíziózás legelismertebb díjai, melyeket évente egyszer adnak át.
| Év                    | A jelölés tárgya                                                   | Kategória                                               | Eredmény              | Forr.                 |
| Primetime Emmy Awards | Primetime Emmy Awards                                              | Primetime Emmy Awards                                   | Primetime Emmy Awards | Primetime Emmy Awards |
| --------------------- | ------------------------------------------------------------------ | ------------------------------------------------------- | --------------------- | --------------------- |
| 2011                  | Lady Gaga Presents the Monster Ball Tour: At Madison Square Garden | Kiemelkedő varieté, zenés vagy szórakoztató különkiadás | Jelölve               | [ 19 ]                |
| 2015                  | Tony Bennett and Lady Gaga: Cheek to Cheek Live!                   | Kiemelkedő varieté, zenés vagy szórakoztató különkiadás | Jelölve               | [ 20 ]                |
| 2017                  | Super Bowl LI Halftime Show Starring Lady Gaga                     | Kiemelkedő varieté különkiadás                          | Jelölve               | [ 21 ]                |
| 2022                  | One Last Time: An Evening with Tony Bennett and Lady Gaga          | Kiemelkedő varieté különkiadás (Előre felvett)          | Jelölve               | [ 22 ]                |
| Sports Emmy Awards    |                                                                    |                                                         |                       |                       |
| 2025                  | Super Bowl LIX Pregame Show: Hold My Hand                          | Kiemelkedő zenei rendezés                               | Elnyerte              | [ 23 ] [ 24 ]         |

### Golden Globe Awards
A Golden Globe-díj (magyarul Arany Glóbusz-díj) egy amerikai filmes és televíziós elismerés, melyet évente egyszer adnak át. A díjak odaítéléséről a Hollywood Foreign Press Association (HFPA), vagyis a Hollywoodban dolgozó külföldi újságírók szervezete dönt.
| Év   | A jelölés tárgya             | Kategória                                       | Eredmény | Forr.  |
| ---- | ---------------------------- | ----------------------------------------------- | -------- | ------ |
| 2016 | Amerikai Horror Story: Hotel | A legjobb színésznő (minisorozat vagy tévéfilm) | Elnyerte | [ 26 ] |
| 2019 | Csillag születik             | A legjobb női főszereplő (filmdráma)            | Jelölve  | [ 27 ] |
| 2019 | Shallow                      | A legjobb eredeti betétdal                      | Elnyerte | [ 27 ] |
| 2022 | A Gucci-ház                  | A legjobb női főszereplő (filmdráma)            | Jelölve  | [ 28 ] |
| 2023 | Hold My Hand                 | A legjobb eredeti betétdal                      | Jelölve  | [ 29 ] |

### Grammy Awards
Az amerikai Grammy-díj a világ legrangosabb zenei díjainak egyike, melyet 1958 óta adnak át minden évben. Érdekesség, hogy 2010-ben Lady Gaga miatt módosítottak a Grammy-díj odaítélésének feltételein A legjobb új előadó kategóriában. A szabálymódosítás annak tudható be, hogy 2009-ben jelölték Gaga Just Dance című számát, mint Az év legjobb dance felvétele, és emiatt 2010-ben nem kaphatott jelölést A legjobb új előadó kategóriában, annak ellenére hogy 2009 egyik legnépszerűbb előadójaként tartják számon. A korábbi szabály értelmében ugyanis nem jelölhettek ilyen díjra korábban jelölést kapott előadót, mert az nem számított újoncnak a zeneiparban.
| Év   | A jelölés tárgya                                                             | Kategória                                             | Eredmény | Forr.  |
| ---- | ---------------------------------------------------------------------------- | ----------------------------------------------------- | -------- | ------ |
| 2009 | Just Dance (Colby O’Donis közreműködésével)                                  | A legjobb dance felvétel                              | Jelölve  | [ 32 ] |
| 2010 | Poker Face                                                                   | Az év dala                                            | Jelölve  | [ 32 ] |
| 2010 | Poker Face                                                                   | Az év felvétele                                       | Jelölve  | [ 32 ] |
| 2010 | Poker Face                                                                   | A legjobb dance felvétel                              | Elnyerte | [ 32 ] |
| 2010 | The Fame                                                                     | Az év albuma                                          | Jelölve  | [ 32 ] |
| 2010 | The Fame                                                                     | Az év dance/elektronikus albuma                       | Elnyerte | [ 32 ] |
| 2011 | The Fame Monster                                                             | Az év albuma                                          | Jelölve  | [ 32 ] |
| 2011 | The Fame Monster                                                             | A legjobb popalbum                                    | Elnyerte | [ 32 ] |
| 2011 | Bad Romance                                                                  | A legjobb női popénekes teljesítmény                  | Elnyerte | [ 32 ] |
| 2011 | Bad Romance                                                                  | A legjobb rövid hosszúságú videóklip                  | Elnyerte | [ 32 ] |
| 2011 | Telephone (Beyoncé közreműködésével)                                         | A legjobb popénekesi közreműködés                     | Jelölve  | [ 32 ] |
| 2011 | Dance in the Dark                                                            | A legjobb dance felvétel                              | Jelölve  | [ 32 ] |
| 2012 | Born This Way                                                                | Az év albuma                                          | Jelölve  | [ 32 ] |
| 2012 | Born This Way                                                                | A legjobb popalbum                                    | Jelölve  | [ 32 ] |
| 2012 | You and I                                                                    | A legjobb szóló popénekes teljesítmény                | Jelölve  | [ 32 ] |
| 2015 | Cheek to Cheek (Tony Bennett-tel)                                            | A legjobb hagyományos popalbum                        | Elnyerte | [ 32 ] |
| 2016 | Til It Happens to You                                                        | A legjobb film- és más vizuális média számára írt dal | Jelölve  | [ 32 ] |
| 2018 | Joanne                                                                       | A legjobb popalbum                                    | Jelölve  | [ 32 ] |
| 2018 | Million Reasons                                                              | A legjobb szóló popénekes teljesítmény                | Jelölve  | [ 32 ] |
| 2019 | Shallow (Bradley Cooperrel)                                                  | Az év felvétele                                       | Jelölve  | [ 32 ] |
| 2019 | Shallow (Bradley Cooperrel)                                                  | Az év dala                                            | Jelölve  | [ 32 ] |
| 2019 | Shallow (Bradley Cooperrel)                                                  | A legjobb popduó vagy -együttes teljesítmény          | Elnyerte | [ 32 ] |
| 2019 | Shallow (Bradley Cooperrel)                                                  | A legjobb film- és más vizuális média számára írt dal | Elnyerte | [ 32 ] |
| 2019 | Joanne (Where Do You Think You’re Goin’?)                                    | A legjobb szóló popénekes teljesítmény                | Elnyerte | [ 32 ] |
| 2020 | Always Remember Us This Way                                                  | Az év dala                                            | Jelölve  | [ 32 ] |
| 2020 | A Star Is Born                                                               | A legjobb válogatásalbum vizuális média számára       | Elnyerte | [ 32 ] |
| 2020 | I’ll Never Love Again                                                        | A legjobb film- és más vizuális média számára írt dal | Elnyerte | [ 32 ] |
| 2021 | Chromatica                                                                   | A legjobb popalbum                                    | Jelölve  | [ 32 ] |
| 2021 | Rain on Me (Ariana Grandéval)                                                | A legjobb popduó vagy -együttes teljesítmény          | Elnyerte | [ 32 ] |
| 2022 | Love for Sale (Tony Bennett-tel)                                             | Az év albuma                                          | Jelölve  | [ 32 ] |
| 2022 | Love for Sale (Tony Bennett-tel)                                             | A legjobb hagyományos popalbum                        | Elnyerte | [ 32 ] |
| 2022 | I Get a Kick Out of You (Tony Bennett-tel)                                   | Az év felvétele                                       | Jelölve  | [ 32 ] |
| 2022 | I Get a Kick Out of You (Tony Bennett-tel)                                   | A legjobb popduó vagy -együttes teljesítmény          | Jelölve  | [ 32 ] |
| 2022 | I Get a Kick Out of You (Tony Bennett-tel)                                   | A legjobb videóklip                                   | Jelölve  | [ 32 ] |
| 2023 | Top Gun: Maverick (Lorne Balfe-fal, Harold Faltermeyerrel és Hans Zimmerrel) | A legjobb válogatásalbum vizuális média számára       | Jelölve  | [ 32 ] |
| 2023 | Hold My Hand                                                                 | A legjobb film- és más vizuális média számára írt dal | Jelölve  | [ 32 ] |
| 2025 | Die with a Smile (Bruno Marssal)                                             | Az év dala                                            | Jelölve  | [ 32 ] |
| 2025 | Die with a Smile (Bruno Marssal)                                             | A legjobb popduó vagy -együttes teljesítmény          | Elnyerte | [ 32 ] |

### Screen Actors Guild Awards
A Screen Actors Guild-díj (röviden SAG-díj) egy filmes díj, mellyel a SAG-AFRA (Screen Actors Guild‐American Federation of Television and Radio Artists) elnevezésű amerikai színészszakszervezet jutalmazza az általa legjobbnak tartott filmes, illetve főműsoridőben (primetime) sugárzott televíziós alakításokat 1995 óta.
| Év   | A jelölés tárgya | Kategória                            | Eredmény | Forr.  |
| ---- | ---------------- | ------------------------------------ | -------- | ------ |
| 2019 | Csillag születik | A legjobb női főszereplő             | Jelölve  | [ 34 ] |
| 2019 | Csillag születik | Kiemelkedő szereplőgárda mozifilmben | Jelölve  | [ 34 ] |
| 2022 | A Gucci-ház      | A legjobb női főszereplő             | Jelölve  | [ 35 ] |
| 2022 | A Gucci-ház      | Legjobb szereplőgárda (mozifilm)     | Jelölve  | [ 35 ] |

## Egyéb szervezetek

### AACTA Awards
A filmes és televíziós díjakat az Ausztrál Filmakadémia (AACTA) osztja ki évente megrendezésre kerülő díjkiosztó gáláján.
| Év   | A jelölés tárgya | Kategória                      | Eredmény | Forr.  |
| ---- | ---------------- | ------------------------------ | -------- | ------ |
| 2019 | Csillag születik | A legjobb nemzetközi színésznő | Jelölve  | [ 36 ] |

### ACE Awards
Az Accessories Council Excellence Awards 1997 óta oszt ki díjakat olyan személyeknek vagy csoportoknak, akik elkötelezettséget mutatnak a divat és stílus iránt.
| Év   | A jelölés tárgya | Kategória        | Eredmény | Forr.  |
| ---- | ---------------- | ---------------- | -------- | ------ |
| 2009 | Lady Gaga        | Stílusgyártó-díj | Elnyerte | [ 38 ] |

### ADL Awards
A Rágalmazás Elleni Liga (Anti-Defamation League) egy nonprofit zsidó szervezet az Egyesült Államokban.
| Év   | A jelölés tárgya | Kategória               | Eredmény | Forr.  |
| ---- | ---------------- | ----------------------- | -------- | ------ |
| 2015 | Lady Gaga        | Érjünk el változást-díj | Elnyerte | [ 40 ] |

### Alliance of Women Film Journalists
A Női Filmes Újságírók Szövetségét 2006-ban hozták létre New Yorkban. Célja, hogy a filmiparban munkálkodó nőket támogassa és elismerje.
| Év   | A jelölés tárgya | Kategória           | Eredmény | Forr.  |
| ---- | ---------------- | ------------------- | -------- | ------ |
| 2018 | Csillag születik | A legjobb színésznő | Jelölve  | [ 42 ] |

### American Music Awards
Az American Music Awards 1973-ban létrehozott, évenként megrendezett zenei díjátadó. Az Egyesült Államok legrangosabb zenei elismeréseinek egyike.
| Év   | A jelölés tárgya                                                          | Kategória                           | Eredmény | Forr.         |
| ---- | ------------------------------------------------------------------------- | ----------------------------------- | -------- | ------------- |
| 2009 | The Fame                                                                  | A legjobb pop/rock album            | Jelölve  | [ 44 ]        |
| 2009 | Lady Gaga                                                                 | Az év előadója                      | Jelölve  | [ 44 ]        |
| 2009 | Lady Gaga                                                                 | A legjobb női pop/rock előadó       | Jelölve  | [ 44 ]        |
| 2009 | Lady Gaga                                                                 | A legjobb új előadó                 | Jelölve  | [ 44 ]        |
| 2010 | Lady Gaga                                                                 | Az év előadója                      | Jelölve  | [ 45 ]        |
| 2010 | Lady Gaga                                                                 | A legjobb női pop/rock előadó       | Elnyerte | [ 45 ]        |
| 2011 | Lady Gaga                                                                 | Az év előadója                      | Jelölve  | [ 46 ]        |
| 2011 | Lady Gaga                                                                 | A legjobb női pop/rock előadó       | Jelölve  | [ 46 ]        |
| 2011 | Born This Way                                                             | A legjobb pop/rock album            | Jelölve  | [ 46 ]        |
| 2017 | Lady Gaga                                                                 | A legjobb női pop/rock előadó       | Elnyerte | [ 47 ]        |
| 2019 | Shallow (Bradley Cooperrel)                                               | Az év közreműködése                 | Jelölve  | [ 48 ]        |
| 2019 | A Star Is Born (Bradley Cooperrel)                                        | A legjobb filmzenei album           | Jelölve  | [ 48 ]        |
| 2020 | Lady Gaga                                                                 | A legjobb női pop/rock előadó       | Jelölve  | [ 49 ]        |
| 2020 | Lady Gaga                                                                 | A legjobb elektronikus dance előadó | Elnyerte | [ 49 ]        |
| 2020 | Rain on Me (Ariana Grandéval)                                             | Az év közreműködése                 | Jelölve  | [ 49 ]        |
| 2020 | Rain on Me (Ariana Grandéval)                                             | A legjobb videóklip                 | Jelölve  | [ 49 ]        |
| 2022 | Top Gun: Maverick (with Lorne Balfe, Harold Faltermeyer, and Hans Zimmer) | A legjobb filmzene                  | Jelölve  | [ 50 ]        |
| 2025 | Lady Gaga                                                                 | A legjobb női pop előadó            | Jelölve  | [ 51 ] [ 52 ] |
| 2025 | Lady Gaga                                                                 | A legjobb elektronikus dance előadó | Elnyerte | [ 51 ] [ 52 ] |
| 2025 | Die with a Smile (Bruno Marssal)                                          | Az év dala                          | Jelölve  | [ 51 ] [ 52 ] |
| 2025 | Die with a Smile (Bruno Marssal)                                          | Az év közreműködése                 | Elnyerte | [ 51 ] [ 52 ] |
| 2025 | Die with a Smile (Bruno Marssal)                                          | A legjobb pop dal                   | Jelölve  | [ 51 ] [ 52 ] |
| 2025 | Die with a Smile (Bruno Marssal)                                          | A legjobb videóklip                 | Elnyerte | [ 51 ] [ 52 ] |

### ARIA Music Awards
Az ARIA Music Awards Ausztrália legjelentősebb zenei díja, melyet az Ausztrál Hanglemezgyártók Szövetsége oszt ki minden évben.
| Év   | A jelölés tárgya | Kategória                         | Eredmény | Forr.  |
| ---- | ---------------- | --------------------------------- | -------- | ------ |
| 2010 | Lady Gaga        | A legnépszerűbb nemzetközi előadó | Jelölve  | [ 54 ] |
| 2011 | Lady Gaga        | A legnépszerűbb nemzetközi előadó | Jelölve  | [ 55 ] |

### Bambi Awards
A Bambi-díj a német Bild und Funk tv-magazin által évenként kiosztott televíziós és média-díj. A díjjal olyan személyeket ismernek el hazai és nemzetközi pályán egyaránt, akik hatással voltak a német publikumra az adott évben.
| Év   | A jelölés tárgya | Kategória             | Eredmény | Forr.  |
| ---- | ---------------- | --------------------- | -------- | ------ |
| 2011 | Lady Gaga        | Nemzetközi Pop Előadó | Elnyerte | [ 57 ] |

### BET Awards
A BET Awards 2001-ben került megalapításra a Black Entertainment Television nevű tévécsatorna által, hogy ünnepeljék az afrikai származású amerikaiak és más kisebbségek sikereit a zenében, színészetben, sportban, és a szórakoztatóipar egyéb területein.
| Év   | A jelölés tárgya         | Kategória              | Eredmény | Forr.  |
| ---- | ------------------------ | ---------------------- | -------- | ------ |
| 2010 | Video Phone (Beyoncéval) | Az év videója          | Elnyerte | [ 59 ] |
| 2010 | Video Phone (Beyoncéval) | A legjobb kollaboráció | Jelölve  | [ 59 ] |
| 2011 | Lady Gaga                | FANdemonium Award      | Jelölve  | [ 60 ] |

### Billboard-díjak

#### BillboardJapan Music Awards
A Billboard Japan Music Awards díjkiosztó évente kerül megrendezésre Japánban, ahol az előadók úgy nevezhetnek a díjra, ha valamely Billboard Japan listán első helyezést értek el.
| Év   | A jelölés tárgya | Kategória                                      | Eredmény | Forr.  |
| ---- | ---------------- | ---------------------------------------------- | -------- | ------ |
| 2011 | Born This Way    | Billboard Japan Az év felnőtt kortárs előadója | Elnyerte | [ 62 ] |
| 2011 | Born This Way    | Billboard Japan Az év legtöbbet játszott dala  | Elnyerte | [ 62 ] |

#### BillboardLatin Music Awards
A Billboard Latin Music Awards a latin nyelvterületeken vizsgálja a zenészek eredményeit és ez alapján ítéli oda nekik a díjakat.
| Év   | A jelölés tárgya | Kategória                            | Eredmény | Forr.         |
| ---- | ---------------- | ------------------------------------ | -------- | ------------- |
| 2010 | Lady Gaga        | Az év szóló előadója                 | Elnyerte | [ 64 ]        |
| 2010 | Lady Gaga        | Az év előadója                       | Jelölve  | [ 64 ]        |
| 2011 | Lady Gaga        | Az év előadója                       | Jelölve  | [ 65 ] [ 66 ] |
| 2011 | Lady Gaga        | Hot Latin Songs — Az év női előadója | Jelölve  | [ 65 ] [ 66 ] |

#### Billboard.com Mid-Year Music Awards
A Billboard hivatalos oldalán keresztül megszavazott díjakat az év első felében elért eredményekért adják át előadóknak.
| Év   | A jelölés tárgya                                   | Kategória                                     | Eredmény | Forr.  |
| ---- | -------------------------------------------------- | --------------------------------------------- | -------- | ------ |
| 2011 | Lady Gaga                                          | First-half MVP                                | Jelölve  | [ 68 ] |
| 2011 | Lady Gaga                                          | A legjobban öltözött                          | Elnyerte | [ 68 ] |
| 2011 | Born This Way                                      | Kedvenc Hot 100-as első helyezett dal         | Jelölve  | [ 68 ] |
| 2011 | Born This Way                                      | Kedvenc Billboard 200-as első helyezett album | Jelölve  | [ 68 ] |
| 2011 | Judas                                              | A legjobb videóklip                           | Jelölve  | [ 68 ] |
| 2011 | Radio 1's Big Weekend                              | A legjobb fesztivál fellépés                  | Elnyerte | [ 68 ] |
| 2011 | The Monster Ball Tour                              | A legjobb turné                               | Jelölve  | [ 68 ] |
| 2012 | Madonna vs. Lady Gaga                              | A legemlékezetesebb vita                      | Elnyerte | [ 69 ] |
| 2012 | Born This Way Ball                                 | 2012 második felének legjobban várt eseménye  | Jelölve  | [ 69 ] |
| 2013 | Új zene Lady Gagától                               | 2013 második felének legjobban várt eseménye  | Jelölve  | [ 70 ] |
| 2013 | Lady Gaga lemondja turnéját                        | A legelszomorítóbb esemény                    | Elnyerte | [ 70 ] |
| 2014 | G.U.Y.                                             | A legjobb videóklip                           | Jelölve  | [ 71 ] |
| 2014 | Lady Gaga színes festéket hány az SXSW fesztiválon | A legtöbbet kibeszélt pillanat                | Elnyerte | [ 71 ] |
| 2014 | ArtRave: The Artpop Ball                           | A legjobb turné                               | Elnyerte | [ 71 ] |
| 2015 | Lady Gaga és Taylor Kinney                         | A legszexibb pár                              | Jelölve  | [ 72 ] |
| 2015 | Cheek to Cheek Tour                                | A legjobb turné                               | Jelölve  | [ 72 ] |
| 2015 | Lady Gaga az Oscar-gálán                           | A legjobb tévés fellépés                      | Jelölve  | [ 72 ] |

#### BillboardMusic Awards
A Billboard Music Awards egy zenei gála, melyet a Billboard szervez meg minden évben. A díjakat a dalok, illetve albumok amerikai kereskedelmi teljesítménye alapján ítélik oda az előadóknak. Az adatokat a Nielsen SoundScan gyűjti össze, amely többek között a Billboard slágerlistáinak forrásaként is szolgál. A gálát minden évben megtartották 1990 óta egészen 2007-ig. Egy kisebb szünetet követően csak 2011-től kezdve rendezik meg újra.
| Év   | A jelölés tárgya                     | Kategória                             | Eredmény | Forr.         |
| ---- | ------------------------------------ | ------------------------------------- | -------- | ------------- |
| 2011 | Lady Gaga                            | A legjobb előadó                      | Jelölve  | [ 76 ]        |
| 2011 | Lady Gaga                            | A legjobb turnézó előadó              | Jelölve  | [ 76 ]        |
| 2011 | Lady Gaga                            | A legnépszerűbb előadó                | Jelölve  | [ 76 ]        |
| 2011 | Lady Gaga                            | A legtöbbet streamelt előadó          | Jelölve  | [ 76 ]        |
| 2011 | Lady Gaga                            | A legjobb előadó a digitális médiában | Jelölve  | [ 76 ]        |
| 2011 | Lady Gaga                            | A legjobb női előadó                  | Jelölve  | [ 76 ]        |
| 2011 | Lady Gaga                            | A legjobb pop előadó                  | Elnyerte | [ 76 ]        |
| 2011 | Lady Gaga                            | A legjobb dance előadó                | Elnyerte | [ 76 ]        |
| 2011 | Lady Gaga                            | Rajongók kedvence-díj                 | Jelölve  | [ 76 ]        |
| 2011 | The Fame                             | A legjobb dance/elektronikus album    | Elnyerte | [ 76 ]        |
| 2011 | The Fame                             | A legjobb popalbum                    | Jelölve  | [ 76 ]        |
| 2011 | Bad Romance                          | A legjobb dance/elektronikus dal      | Jelölve  | [ 76 ]        |
| 2011 | Bad Romance                          | A legtöbbet streamelt dal (videó)     | Jelölve  | [ 76 ]        |
| 2011 | Telephone (Beyoncé közreműködésével) | A legjobb dance dal                   | Jelölve  | [ 76 ]        |
| 2011 | The Fame Monster                     | A legjobb dance/elektronikus album    | Jelölve  | [ 76 ]        |
| 2011 | The Remix                            | A legjobb dance/elektronikus album    | Jelölve  | [ 76 ]        |
| 2012 | Lady Gaga                            | A legjobb előadó                      | Jelölve  | [ 77 ] [ 78 ] |
| 2012 | Lady Gaga                            | A legnépszerűbb előadó                | Jelölve  | [ 77 ] [ 78 ] |
| 2012 | Lady Gaga                            | A legjobb Billboard 200-as előadó     | Jelölve  | [ 77 ] [ 78 ] |
| 2012 | Lady Gaga                            | A legjobb előadó a digitális médiában | Jelölve  | [ 77 ] [ 78 ] |
| 2012 | Lady Gaga                            | A legjobb női előadó                  | Jelölve  | [ 77 ] [ 78 ] |
| 2012 | Lady Gaga                            | A legjobb pop előadó                  | Jelölve  | [ 77 ] [ 78 ] |
| 2012 | Lady Gaga                            | A legbefolyásosabb előadó             | Elnyerte | [ 77 ] [ 78 ] |
| 2012 | Lady Gaga                            | A legjobban öltözött előadó           | Elnyerte | [ 77 ] [ 78 ] |
| 2012 | Lady Gaga                            | A legjobb dance előadó                | Elnyerte | [ 77 ] [ 78 ] |
| 2012 | Born This Way                        | A legjobb dance/elektronikus album    | Elnyerte | [ 77 ] [ 78 ] |
| 2012 | Born This Way                        | A legjobb popalbum                    | Jelölve  | [ 77 ] [ 78 ] |
| 2012 | Born This Way                        | A legjobb Billboard 200-as album      | Jelölve  | [ 77 ] [ 78 ] |
| 2012 | The Fame                             | A legjobb dance/elektronikus album    | Jelölve  | [ 77 ] [ 78 ] |
| 2013 | Lady Gaga                            | A legjobb turnézó előadó              | Jelölve  | [ 79 ]        |
| 2014 | Lady Gaga                            | A legjobb dance/elektronikus előadó   | Jelölve  | [ 80 ]        |
| 2014 | Artpop                               | A legjobb dance/elektronikus album    | Jelölve  | [ 80 ]        |
| 2014 | Applause                             | A legjobb dance/elektronikus dal      | Jelölve  | [ 80 ]        |
| 2015 | Lady Gaga                            | A legjobb turnézó előadó              | Jelölve  | [ 81 ]        |
| 2019 | Lady Gaga                            | A legtöbb dalt eladó előadó           | Jelölve  | [ 82 ]        |
| 2019 | Lady Gaga (Bradley Cooperrel)        | A legjobb slágerlistás szereplés      | Jelölve  | [ 82 ]        |
| 2019 | A Star Is Born (Bradley Cooperrel)   | A legjobb filmzenei album             | Jelölve  | [ 82 ]        |
| 2019 | Shallow (Bradley Cooperrel)          | A legkelendőbb dal                    | Jelölve  | [ 82 ]        |
| 2021 | Lady Gaga                            | A legjobb dance/elektronikus előadó   | Elnyerte | [ 83 ]        |
| 2021 | Chromatica                           | A legjobb dance/elektronikus album    | Elnyerte | [ 83 ]        |
| 2021 | Stupid Love                          | A legjobb dance/elektronikus dal      | Jelölve  | [ 83 ]        |
| 2021 | Rain on Me (Ariana Grandéval)        | A legjobb dance/elektronikus dal      | Jelölve  | [ 83 ]        |
| 2022 | Lady Gaga                            | A legjobb dance/elektronikus előadó   | Elnyerte | [ 84 ]        |

#### BillboardTouring Awards
A 2004-ben létrehozott Billboard Touring Awards egy évente megrendezésre kerülő meeting, melyet a Billboard magazin szponzorál. Célja, hogy kitüntessék a nemzetközi szórakoztatóipar legjobb művészeit és szakembereit. A díjak többségét a Billboard Boxscore, koncertbevételek alapján rangsoroló listája szerint ítélik oda.
| Év   | A jelölés tárgya      | Kategória                          | Eredmény | Forr.         |
| ---- | --------------------- | ---------------------------------- | -------- | ------------- |
| 2010 | The Monster Ball Tour | A legjobb új turnézó előadó        | Elnyerte | [ 86 ] [ 87 ] |
| 2010 | The Monster Ball Tour | Koncert marketing és promóciós-díj | Elnyerte | [ 86 ] [ 87 ] |
| 2012 | Born This Way Ball    | Eventful rajongók kedvence         | Elnyerte | [ 88 ]        |
| 2017 | Joanne World Tour     | Koncert marketing és promóciós-díj | Jelölve  | [ 89 ]        |

#### BillboardWomen in Music
A 2007-ben létrehozott Billboard Women in Music egy évente megrendezésre kerülő esemény, ahol a legbefolyásosabb női előadókat és zenészeket díjazzák, akik munkássága inspiráló hatással lehet a jövő női előadóinak karrierjére. 
| Év   | A jelölés tárgya | Kategória                           | Eredmény | Forr.  |
| ---- | ---------------- | ----------------------------------- | -------- | ------ |
| 2009 | Lady Gaga        | „Rising Star” (A legjobb új előadó) | Elnyerte | [ 90 ] |
| 2015 | Lady Gaga        | Az év nője                          | Elnyerte | [ 91 ] |

### BMI Awards
A Broadcast Music, Inc. (BMI) az ASCAP és a SESAC mellett az Egyesült Államok három zenei jogvédő szervezetének egyike.
| Év   | A jelölés tárgya                           | Kategória            | Eredmény | Forr.         |
| ---- | ------------------------------------------ | -------------------- | -------- | ------------- |
| 2010 | Poker Face                                 | Díjat nyert dalok    | Elnyerte | [ 93 ] [ 94 ] |
| 2010 | Just Dance                                 | Díjat nyert dalok    | Elnyerte | [ 93 ] [ 94 ] |
| 2010 | LoveGame                                   | Díjat nyert dalok    | Elnyerte | [ 93 ] [ 94 ] |
| 2011 | Lady Gaga                                  | BMI Az év dalszerzői | Elnyerte | [ 95 ]        |
| 2011 | Paparazzi                                  | Díjat nyert dalok    | Elnyerte | [ 95 ]        |
| 2011 | Paparazzi                                  | Az év kiadója        | Elnyerte | [ 95 ]        |
| 2011 | Bad Romance                                | Díjat nyert dalok    | Elnyerte | [ 95 ]        |
| 2011 | Bad Romance                                | Az év kiadója        | Elnyerte | [ 95 ]        |
| 2011 | Telephone (Beyoncé közreműködésével)       | Díjat nyert dalok    | Elnyerte | [ 95 ]        |
| 2011 | Telephone (Beyoncé közreműködésével)       | Az év kiadója        | Elnyerte | [ 95 ]        |
| 2011 | Alejandro                                  | Díjat nyert dalok    | Elnyerte | [ 95 ]        |
| 2011 | Alejandro                                  | Az év kiadója        | Elnyerte | [ 95 ]        |
| 2012 | Born This Way                              | Díjat nyert dalok    | Elnyerte | [ 96 ]        |
| 2012 | The Edge of Glory                          | Díjat nyert dalok    | Elnyerte | [ 96 ]        |
| 2013 | You and I                                  | Díjat nyert dalok    | Elnyerte | [ 97 ]        |
| 2015 | Applause                                   | Díjat nyert dalok    | Elnyerte | [ 98 ]        |
| 2015 | Applause                                   | Az év kiadója        | Elnyerte | [ 98 ]        |
| 2015 | Do What U Want (R. Kelly közreműködésével) | Díjat nyert dalok    | Elnyerte | [ 98 ]        |
| 2015 | Do What U Want (R. Kelly közreműködésével) | Az év kiadója        | Elnyerte | [ 98 ]        |
| 2018 | Million Reasons                            | Díjat nyert dalok    | Elnyerte | [ 99 ]        |
| 2018 | Million Reasons                            | Az év kiadója        | Elnyerte | [ 99 ]        |
| 2020 | Shallow                                    | Díjat nyert dalok    | Elnyerte | [ 100 ]       |
| 2020 | Shallow                                    | Az év kiadója        | Elnyerte | [ 100 ]       |

### BreakTudo Awards
A BreakTudo Awards egy brazil díjátadó, amely évente kerül megrendezésre. Díjaikkal a zene, a televíziózás, valamint a digitális influenszerek világának művészeit ismerik el.
| Év   | A jelölés tárgya              | Kategória                       | Eredmény | Forr.   |
| ---- | ----------------------------- | ------------------------------- | -------- | ------- |
| 2019 | Lady Gaga                     | A legjobb nemzetközi női előadó | Jelölve  | [ 102 ] |
| 2020 | Lady Gaga                     | A legjobb nemzetközi női előadó | Elnyerte | [ 103 ] |
| 2020 | Sour Candy (a Blackpinkkel)   | Az év közreműködése             | Jelölve  | [ 103 ] |
| 2020 | Rain on Me (Ariana Grandéval) | A legjobb nemzetközi videóklip  | Jelölve  | [ 103 ] |
| 2020 | Chromatica                    | Az év albuma                    | Elnyerte | [ 103 ] |

### Brit Awards
A Brit Awards a Brit Hanglemezgyártók Szövetségének évenként megrendezett díjátadója, amely az amerikai Grammy után a zeneipar legnevesebb eseményeinek egyike.
| Év   | A jelölés tárgya | Kategória                       | Eredmény | Forr.   |
| ---- | ---------------- | ------------------------------- | -------- | ------- |
| 2010 | Lady Gaga        | A legjobb új nemzetközi előadó  | Elnyerte | [ 105 ] |
| 2010 | Lady Gaga        | A legjobb nemzetközi női előadó | Elnyerte | [ 105 ] |
| 2010 | The Fame         | A legjobb nemzetközi album      | Elnyerte | [ 105 ] |
| 2012 | Lady Gaga        | A legjobb nemzetközi női előadó | Jelölve  | [ 106 ] |
| 2014 | Lady Gaga        | A legjobb nemzetközi női előadó | Jelölve  | [ 107 ] |

### British LGBT Awards
A Brit LGBT-gálán az Egyesült Királyság legkedveltebb LMBT személyeit, társaságait ünneplik. A sajtó a „Meleg Oscarnak” nevezi.
| Év   | A jelölés tárgya                  | Kategória          | Eredmény | Forr.   |
| ---- | --------------------------------- | ------------------ | -------- | ------- |
| 2015 | Lady Gaga                         | LMBT+ zenei előadó | Jelölve  | [ 109 ] |
| 2016 | Lady Gaga                         | Global Icon        | Jelölve  | [ 110 ] |
| 2017 | Lady Gaga                         | LMBT+ híresség     | Jelölve  | [ 111 ] |
| 2022 | Lady Gaga                         | LMBT+ híresség     | Elnyerte | [ 112 ] |
| 2022 | Born This Way 10-Year Anniversary | Média pillanat     | Jelölve  | [ 112 ] |

### BT Digital Music Awards
A BT Digital Music Awards egy brit zenei díjátadó volt, melyet 2002 és 2011 között rendeztek meg.
| Év   | A jelölés tárgya | Kategória                   | Eredmény | Forr.           |
| ---- | ---------------- | --------------------------- | -------- | --------------- |
| 2010 | Lady Gaga        | A legjobb nemzetközi előadó | Elnyerte | [ 114 ] [ 115 ] |

### Canadian Fragrance Awards
A Cosmetics magazin által népszerűsített Canadian Fragrance Awards az év legjobb parfümjeit, illatait díjazza.
| Év   | A jelölés tárgya | Kategória             | Eredmény | Forr.   |
| ---- | ---------------- | --------------------- | -------- | ------- |
| 2013 | Lady Gaga Fame   | A vásárlók választása | Elnyerte | [ 117 ] |

### Capri Hollywood International Film Festival
A Capri Hollywood Nemzetközi Filmfesztivált minden év decemberében, vagy januárjában rendezik meg az olaszországi Caprin.
| Év   | A jelölés tárgya            | Kategória                          | Eredmény | Forr.   |
| ---- | --------------------------- | ---------------------------------- | -------- | ------- |
| 2019 | Shallow (Bradley Cooperrel) | A legjobb betétdal                 | Elnyerte | [ 118 ] |
| 2022 | A Gucci-ház                 | A legjobb színésznő                | Elnyerte | [ 119 ] |
| 2022 | A Gucci-ház                 | Az év Capri olasz-amerikai művésze | Elnyerte | [ 119 ] |

### CFDA Fashion Awards
Az Amerikai Divattervezők Tanácsának (CFDA) éves díjátadóját a „Divat Oscarjának” is nevezik, ahol a divattervezés legjobbjait ismerik el.
| Év   | A jelölés tárgya | Kategória           | Eredmény | Forr.   |
| ---- | ---------------- | ------------------- | -------- | ------- |
| 2011 | Lady Gaga        | Divatikon életműdíj | Elnyerte | [ 121 ] |

### Channel V Thailand Music Video Awards
A Channel V Thailand Music Video Awards 2002-ben került megalapításra a thaiföldi Channel V tévécsatorna által.
| Év   | A jelölés tárgya | Kategória                      | Eredmény | Forr.   |
| ---- | ---------------- | ------------------------------ | -------- | ------- |
| 2009 | Poker Face       | A legjobb nemzetközi videóklip | Elnyerte | [ 123 ] |
| 2009 | Lady Gaga        | A legjobb nemzetközi előadó    | Elnyerte | [ 123 ] |
| 2009 | Lady Gaga        | A legjobb új nemzetközi előadó | Jelölve  | [ 123 ] |

### Chicago Film Critics Association
A Chicagói Filmkritikusok Szövetsége egy filmkritikusokból álló társulat, akik a nyomtatott sajtóban, a tévéképernyőkön és az online médiában is tevékenykednek.
| Év   | A jelölés tárgya | Kategória                | Eredmény | Forr.   |
| ---- | ---------------- | ------------------------ | -------- | ------- |
| 2018 | Csillag születik | A legjobb színésznő      | Jelölve  | [ 124 ] |
| 2018 | Csillag születik | A legígéretesebb színész | Jelölve  | [ 124 ] |

### Columbus Citizens Foundation
A Columbus Citizens Foundation a Kolumbusz-napot ünnepli, amely Kolumbusz Kristóf 1492. október 12-i első amerikai partraszállásáról emlékezik meg október második hétfőjén. Lady Gaga és édesanyja az általuk létrehozott Born This Way Alapítvány okán kaptak díjat.
| Év   | A jelölés tárgya                | Kategória        | Eredmény | Forr.   |
| ---- | ------------------------------- | ---------------- | -------- | ------- |
| 2015 | Lady Gaga és Cynthia Germanotta | Humanitárius-díj | Elnyerte | [ 126 ] |

### Dallas–Fort Worth Film Critics Association
A Dallasi Filmkritikusok Szövetségének díjait dallasi filmszakértők ítélik oda.
| Év   | A jelölés tárgya | Kategória           | Eredmény     | Forr.   |
| ---- | ---------------- | ------------------- | ------------ | ------- |
| 2018 | Csillag születik | A legjobb színésznő | Második hely | [ 127 ] |

### Dalszerző Hírességek Csarnoka
A Dalszerző Hírességek Csarnoka olyan dalszerzőknek nyújt át díjakat, akik merőben befolyásolták a zeneipart szerzeményeikkel. Gaga volt az első előadó, aki megkapta a Kortárs Ikon-díjat, amiért ikonná vált a popkultúrában.
| Év   | A jelölés tárgya | Kategória        | Eredmény | Forr.   |
| ---- | ---------------- | ---------------- | -------- | ------- |
| 2015 | Lady Gaga        | Kortárs Ikon-díj | Elnyerte | [ 129 ] |

### Detroit Film Critics Society
A Detroiti Filmkritikusok Társulatát 2007-ben hozták létre.
| Év   | A jelölés tárgya | Kategória                           | Eredmény | Forr.   |
| ---- | ---------------- | ----------------------------------- | -------- | ------- |
| 2018 | Csillag születik | A legjobb színésznő                 | Jelölve  | [ 130 ] |
| 2018 | Csillag születik | A legjobb alakítás újonc színésztől | Jelölve  | [ 130 ] |

### Do Something! Awards
1996-ban hozta létre a Do Something nonprofit szervezet, melynek célja az ifjúság támogatása. Díjaikkal olyan sportolókat, zenészeket ismernek el, akik valamilyen társadalmi problémra hívják fel a figyelmet és próbálnak támogatást nyújtani.
| Év   | A jelölés tárgya | Kategória                  | Eredmény | Forr.   |
| ---- | ---------------- | -------------------------- | -------- | ------- |
| 2010 | Lady Gaga        | A legjobb zenei előadó     | Jelölve  | [ 131 ] |
| 2011 | Lady Gaga        | A legjobb zenei előadó     | Jelölve  | [ 132 ] |
| 2011 | Lady Gaga        | Do Something Facebook      | Elnyerte | [ 132 ] |
| 2011 | Born This Way    | A legjobb jótékonysági dal | Jelölve  | [ 132 ] |
| 2012 | Lady Gaga        | Do Something Twitter       | Jelölve  | [ 133 ] |

### Dublin Film Critics' Circle
A Dublin Film Critics' Circle egy ír filmkritikusokból álló társulat.
| Év   | A jelölés tárgya | Kategória           | Eredmény | Forr.   |
| ---- | ---------------- | ------------------- | -------- | ------- |
| 2018 | Csillag születik | A legjobb színésznő | Elnyerte | [ 134 ] |

### Echo Awards
Az Echo Awards a Német Hanglemezkiadó Társaság díjátadója, ahol mindig az előző évi eladási adatok alapján adják át a díjakat.
| Év   | A jelölés tárgya | Kategória                       | Eredmény | Forr.           |
| ---- | ---------------- | ------------------------------- | -------- | --------------- |
| 2010 | Lady Gaga        | A legjobb nemzetközi női előadó | Elnyerte | [ 135 ] [ 136 ] |
| 2010 | Lady Gaga        | A legjobb nemzetközi új előadó  | Elnyerte | [ 135 ] [ 136 ] |
| 2010 | Poker Face       | Az év dala                      | Elnyerte | [ 135 ] [ 136 ] |
| 2010 | The Fame         | Az év albuma                    | Jelölve  | [ 135 ] [ 136 ] |
| 2012 | Lady Gaga        | A legjobb nemzetközi női előadó | Jelölve  | [ 137 ]         |

### Eleanor Roosevelt Legacy Committee
A Eleanor Roosevelt Legacy Committee egy szervezet, melynek tevékenységét Eleanor Roosevelt öröksége inspirálja, aki a 20. század egyik jelentős személyisége volt. Lady Gaga és édesanyja az általuk létrehozott Born This Way Alapítványnak köszönhetően vehettek át díjat, amiért az egyetemi kampuszokon történő szexuális erőszak ellen léptek fel.
| Év   | A jelölés tárgya                                            | Kategória            | Eredmény | Forr.   |
| ---- | ----------------------------------------------------------- | -------------------- | -------- | ------- |
| 2015 | Lady Gaga, Cynthia Germanotta és a Born This Way Alapítvány | Eleanor Öröksége-díj | Elnyerte | [ 138 ] |

### Emma-gaala
Az Emma-gaala (Emma-díjátadó) a Musiikkituottajat, finn zenei szövetség által megrendezett esemény.
| Év   | A jelölés tárgya | Kategória               | Eredmény | Forr.   |
| ---- | ---------------- | ----------------------- | -------- | ------- |
| 2010 | Lady Gaga        | Az év külföldi előadója | Jelölve  | [ 140 ] |
| 2012 | Lady Gaga        | Az év külföldi előadója | Elnyerte | [ 141 ] |

### ESKA Music Awards
Az ESKA Awards az ESKA lengyel rádiótársaság által kerül megrendezésre minden évben.
| Év   | A jelölés tárgya | Kategória                   | Eredmény | Forr.   |
| ---- | ---------------- | --------------------------- | -------- | ------- |
| 2009 | Lady Gaga        | A legjobb új előadó         | Elnyerte | [ 142 ] |
| 2011 | Lady Gaga        | A legjobb nemzetközi előadó | Elnyerte | [ 143 ] |

### Fangoria Chainsaw Awards
Az 1992-ben megalapított Fangoria Chainsaw Awards egy filmes díjkiosztó, ahol a horror ágazat legjobbjait ismerik el.
| Év   | A jelölés tárgya             | Kategória                      | Eredmény | Forr.   |
| ---- | ---------------------------- | ------------------------------ | -------- | ------- |
| 2016 | Amerikai Horror Story: Hotel | A legjobb televíziós színésznő | Jelölve  | [ 145 ] |

### Fashion Los Angeles Awards
A 2015-ben létrejött Fashion Los Angeles Awards a divatvilág legjobbjait díjazza évente egyszer. 2016-ban Gagának a V magazin tavaszi kiadásában végzett munkáját ismerték el.
| Év   | A jelölés tárgya | Kategória          | Eredmény | Forr.   |
| ---- | ---------------- | ------------------ | -------- | ------- |
| 2016 | V magazin        | Az év szerkesztője | Elnyerte | [ 147 ] |

### FiFi Awards
A FiFi Awards egy évente megrendezésre kerülő esemény, melyet a The Fragrance Foundation szponzorál. Díjaikkal parfümöket ismernek el.
| Év   | A jelölés tárgya | Kategória                   | Eredmény | Forr.   |
| ---- | ---------------- | --------------------------- | -------- | ------- |
| 2013 | Lady Gaga Fame   | Az év legjobb sztárparfümje | Jelölve  | [ 149 ] |

### Fonogram – Magyar Zenei Díj
A Fonogram díjat (Arany Zsiráf díj néven) a magyar hanglemezkiadás kiemelkedő sikereinek és teljesítményeinek, valamint a nemzetközi hanglemezkiadás Magyarországon kiemelkedő sikerű és értékű albumainak díjazására alapította a Magyar Hanglemezkiadók Szövetsége (MAHASZ) közgyűlése 1992 szeptemberében. A díj neve 2004-től kezdve Fonogram – Magyar Zenei Díj.
| Év   | A jelölés tárgya | Kategória                                                | Eredmény | Forr.   |
| ---- | ---------------- | -------------------------------------------------------- | -------- | ------- |
| 2010 | The Fame         | Az év külföldi modern pop-rock albuma                    | Elnyerte | [ 150 ] |
| 2012 | Born This Way    | Az év külföldi modern pop-rock albuma                    | Jelölve  | [ 151 ] |
| 2019 | A Star Is Born   | Az év külföldi klasszikus pop-rock albuma                | Elnyerte | [ 152 ] |
| 2021 | Chromatica       | Az év külföldi modern pop-rock albuma vagy hangfelvétele | Jelölve  | [ 153 ] |

### Fryderyk
A Fryderyk egy éves díjkiosztó gála Lengyelországban, melyet a Związek Producentów Audio Video rendez meg.
| Év   | A jelölés tárgya                   | Kategória                | Eredmény | Forr.   |
| ---- | ---------------------------------- | ------------------------ | -------- | ------- |
| 2019 | A Star Is Born (Bradley Cooperrel) | A legjobb külföldi album | Jelölve  | [ 154 ] |

### GAFFA Awards

#### Dánia
A Gaffa magazin által alapított gálát 1991 óta rendezik meg minden évben.
| Év   | A jelölés tárgya                 | Kategória                      | Eredmény | Forr.   |
| ---- | -------------------------------- | ------------------------------ | -------- | ------- |
| 2009 | Lady Gaga                        | Az év nemzetközi női előadója  | Elnyerte | [ 155 ] |
| 2009 | Lady Gaga                        | A legjobb új nemzetközi előadó | Jelölve  | [ 155 ] |
| 2009 | Paparazzi                        | Az év nemzetközi slágere       | Jelölve  | [ 155 ] |
| 2011 | Lady Gaga                        | Az év nemzetközi női előadója  | Jelölve  | [ 156 ] |
| 2011 | Born This Way                    | Az év nemzetközi videója       | Jelölve  | [ 156 ] |
| 2016 | Lady Gaga                        | Az év nemzetközi női előadója  | Jelölve  | [ 157 ] |
| 2020 | Shallow (Bradley Cooperrel)      | Az év nemzetközi slágere       | Jelölve  | [ 158 ] |
| 2025 | Die with a Smile (Bruno Marssal) | Az év nemzetközi kislemeze     | Függőben | [ 159 ] |

#### Norvégia
A Gaffa magazin által alapított gálát 2012 óta rendezik meg minden évben.
| Év   | A jelölés tárgya            | Kategória                           | Eredmény | Forr.   |
| ---- | --------------------------- | ----------------------------------- | -------- | ------- |
| 2018 | Shallow (Bradley Cooperrel) | Az év legnagyobb nemzetközi slágere | Jelölve  | [ 160 ] |

#### Svédország
A Gaffa magazin által alapított gálát 2010 óta rendezik meg minden évben.
| Év   | A jelölés tárgya            | Kategória                           | Eredmény | Forr.   |
| ---- | --------------------------- | ----------------------------------- | -------- | ------- |
| 2019 | Shallow (Bradley Cooperrel) | Az év legnagyobb nemzetközi slágere | Elnyerte | [ 161 ] |

### Georgia Film Critics Association
A 2011-ben létrejött Grúz Filmkritikusok Egyesülete (GAFCA) a filmipar legjobbjait díjazza.
| Év   | A jelölés tárgya            | Kategória                  | Eredmény | Forr.   |
| ---- | --------------------------- | -------------------------- | -------- | ------- |
| 2015 | Til It Happens to You       | A legjobb eredeti betétdal | Jelölve  | [ 162 ] |
| 2019 | Shallow (Bradley Cooperrel) | A legjobb eredeti betétdal | Elnyerte | [ 163 ] |
| 2019 | Csillag születik            | A legjobb újonc színész    | Jelölve  | [ 163 ] |
| 2019 | Csillag születik            | A legjobb színésznő        | Jelölve  | [ 163 ] |
| 2022 | A Gucci-ház                 | A legjobb színésznő        | Jelölve  | [ 164 ] |
| 2023 | Hold My Hand                | A legjobb eredeti betétdal | Elnyerte | [ 165 ] |

### GLAAD Media Awards
A GLAAD Media Awards egy LMBT szervezet, a Gay & Lesbian Alliance Against Defamation által került megalapításra 1990-ben.
| Év   | A jelölés tárgya | Kategória              | Eredmény | Forr.           |
| ---- | ---------------- | ---------------------- | -------- | --------------- |
| 2010 | Lady Gaga        | A legjobb zenei előadó | Elnyerte | [ 167 ] [ 168 ] |
| 2012 | Lady Gaga        | A legjobb zenei előadó | Elnyerte | [ 169 ]         |
| 2014 | Lady Gaga        | A legjobb zenei előadó | Jelölve  | [ 170 ]         |
| 2017 | Lady Gaga        | A legjobb zenei előadó | Jelölve  | [ 171 ]         |

### Glamour Awards
A Glamour-díjakat az angol Glamour magazin osztja ki.
| Év   | A jelölés tárgya | Kategória                                | Eredmény | Forr.   |
| ---- | ---------------- | ---------------------------------------- | -------- | ------- |
| 2013 | Lady Gaga        | Az év nője                               | Elnyerte | [ 173 ] |
| 2014 | Lady Gaga        | A legjobb nemzetközi zenész/szóló előadó | Jelölve  | [ 174 ] |

### Gold Derby Film Awards
A Gold Derby díjait a Goldderby.com weboldal ítéli oda a televíziós és filmes produkcióknak.
| Év   | A jelölés tárgya            | Kategória                  | Eredmény | Forr.   |
| ---- | --------------------------- | -------------------------- | -------- | ------- |
| 2019 | Csillag születik            | A legjobb színésznő        | Jelölve  | [ 175 ] |
| 2019 | Csillag születik            | A legjobb szereplőgárda    | Jelölve  | [ 175 ] |
| 2019 | Shallow (Bradley Cooperrel) | A legjobb eredeti betétdal | Elnyerte | [ 175 ] |
| 2022 | A Gucci-ház                 | A legjobb színésznő        | Jelölve  | [ 176 ] |

### Gold Derby Music Awards
A Gold Derby Music Awards a Goldderby.com szervezésében, tudatosan a Covid19-világjárvány idején - a bezártság enyhítésére - létrehozott rajongói díj, melyet 2021-ben adtak át először.
| Év   | A jelölés tárgya                           | Kategória                     | Eredmény | Forr.   |
| ---- | ------------------------------------------ | ----------------------------- | -------- | ------- |
| 2021 | Lady Gaga                                  | Az év előadója                | Jelölve  | [ 178 ] |
| 2021 | Lady Gaga                                  | A legjobb pop előadó          | Jelölve  | [ 178 ] |
| 2021 | Stupid Love                                | Az év felvétele               | Jelölve  | [ 178 ] |
| 2021 | Stupid Love                                | Az év dala                    | Jelölve  | [ 178 ] |
| 2021 | Rain on Me (Ariana Grandéval)              | Az év felvétele               | Jelölve  | [ 178 ] |
| 2021 | Rain on Me (Ariana Grandéval)              | Az év dala                    | Jelölve  | [ 178 ] |
| 2021 | Rain on Me (Ariana Grandéval)              | A legjobb videóklip           | Elnyerte | [ 178 ] |
| 2021 | Chromatica                                 | Az év albuma                  | Jelölve  | [ 178 ] |
| 2022 | Lady Gaga                                  | Az év előadója                | Jelölve  | [ 179 ] |
| 2022 | Lady Gaga                                  | A legjobb pop előadó          | Jelölve  | [ 179 ] |
| 2022 | I Get a Kick Out of You (Tony Bennett-tel) | Az év felvétele               | Jelölve  | [ 179 ] |
| 2022 | I Get a Kick Out of You (Tony Bennett-tel) | A legjobb közreműködés        | Jelölve  | [ 179 ] |
| 2022 | 911                                        | Az év felvétele               | Jelölve  | [ 179 ] |
| 2022 | 911                                        | Az év dala                    | Jelölve  | [ 179 ] |
| 2022 | 911                                        | A legjobb videóklip           | Jelölve  | [ 179 ] |
| 2022 | 911                                        | A legjobb pop dal             | Jelölve  | [ 179 ] |
| 2022 | Love for Sale (Tony Bennett-tel)           | Az év albuma                  | Jelölve  | [ 179 ] |
| 2022 | Love for Sale (Tony Bennett-tel)           | A legjobb popalbum            | Jelölve  | [ 179 ] |
| 2025 | Lady Gaga                                  | Az év előadója                | Függőben | [ 180 ] |
| 2025 | Die with a Smile (Bruno Marssal)           | Az év felvétele               | Függőben | [ 180 ] |
| 2025 | Die with a Smile (Bruno Marssal)           | Az év dala                    | Függőben | [ 180 ] |
| 2025 | Die with a Smile (Bruno Marssal)           | A legjobb videóklip           | Függőben | [ 180 ] |
| 2025 | Die with a Smile (Bruno Marssal)           | A legjobb pop dal             | Függőben | [ 180 ] |
| 2025 | Die with a Smile (Bruno Marssal)           | A legjobb közreműködés        | Függőben | [ 180 ] |
| 2025 | Sweet Sounds of Heaven                     | A legjobb rock/alternatív dal | Függőben | [ 180 ] |

### Golden Raspberry Awards (Arany Málna díj)
Az Arany Málna díj, közismert nevén Razzies® a filmipar legrosszabbjait díjazza.
| Év   | A jelölés tárgya | Kategória                        | Eredmény | Forr.   |
| ---- | ---------------- | -------------------------------- | -------- | ------- |
| 2014 | Machete gyilkol  | A legrosszabb női mellékszereplő | Jelölve  | [ 181 ] |

### Hollywood Music in Media Awards
A Hollywood Music in Media Awards (HMMA) a különböző filmek, televíziós műsorok, reklámok illetve játékok zenéit díjazza.
| Év   | A jelölés tárgya            | Kategória                                    | Eredmény | Forr.   |
| ---- | --------------------------- | -------------------------------------------- | -------- | ------- |
| 2015 | Til It Happens to You       | A legjobb dal – dokumentumfilm               | Elnyerte | [ 183 ] |
| 2017 | Gaga: Five Foot Two         | A legjobb zenés dokumentumfilm / Különkiadás | Jelölve  | [ 184 ] |
| 2018 | A Star Is Born              | A legjobb filmzenei album                    | Jelölve  | [ 185 ] |
| 2018 | Shallow (Bradley Cooperrel) | A legjobb eredeti betétdal – Játékfilm       | Elnyerte | [ 185 ] |

### Houston Film Critics Society
A Houston Film Critics Society díjait a houstoni kritikusok adják át a díjazottaknak.
| Év   | A jelölés tárgya            | Kategória                  | Eredmény | Forr.   |
| ---- | --------------------------- | -------------------------- | -------- | ------- |
| 2019 | Csillag születik            | A legjobb színésznő        | Jelölve  | [ 186 ] |
| 2019 | Shallow (Bradley Cooperrel) | A legjobb eredeti betétdal | Elnyerte | [ 186 ] |

### iHeart Radio Music Awards
Az iHearth Radio Music Awardsot 2014-ben alapította az iHeartRadio. Az eseményt élőben közvetíti az NBC csatorna.
| Év   | A jelölés tárgya                 | Kategória                                                 | Eredmény | Forr.   |
| ---- | -------------------------------- | --------------------------------------------------------- | -------- | ------- |
| 2014 | Little Monsters – Lady Gaga      | A legjobb rajongótábor                                    | Jelölve  | [ 188 ] |
| 2016 | Til It Happens to You            | A legjobb dal (filmből)                                   | Elnyerte | [ 189 ] |
| 2016 | Lady Gaga                        | A legnagyobb hármas fenyegetés (énekes/színész/aktivista) | Jelölve  | [ 189 ] |
| 2017 | Little Monsters – Lady Gaga      | A legjobb rajongótábor                                    | Jelölve  | [ 190 ] |
| 2019 | Your Song                        | A legjobb feldolgozás                                     | Jelölve  | [ 191 ] |
| 2019 | Asia                             | A legcukibb sztárkutya                                    | Jelölve  | [ 191 ] |
| 2019 | I’ll Never Love Again            | Dal, ami lenyűgözött mindenkit                            | Elnyerte | [ 191 ] |
| 2021 | Rain on Me (Ariana Grandéval)    | Az év dance dala                                          | Jelölve  | [ 192 ] |
| 2021 | Rain on Me (Ariana Grandéval)    | A legjobb videóklip                                       | Jelölve  | [ 192 ] |
| 2025 | Lady Gaga                        | Innovációs Különdíj                                       | Elnyerte | [ 193 ] |
| 2025 | Die with a Smile (Bruno Marssal) | A legjobb együttműködés                                   | Elnyerte | [ 193 ] |
| 2025 | Die with a Smile (Bruno Marssal) | A legjobb videóklip                                       | Jelölve  | [ 193 ] |
| 2025 | Gaga Chromatica Ball             | A kedvenc zenés film                                      | Jelölve  | [ 193 ] |

### International Dance Music Awards
Az International Dance Music Awards a Winter Music Conference nevű egyhetes, az elektronikus és dance zenét ünneplő rendezvény keretében kerül megrendezésre 1985 óta, minden évben.
| Év   | A jelölés tárgya                            | Kategória                 | Eredmény | Forr.   |
| ---- | ------------------------------------------- | ------------------------- | -------- | ------- |
| 2009 | Lady Gaga                                   | A legjobb új szóló előadó | Elnyerte | [ 195 ] |
| 2009 | Just Dance (Colby O’Donis közreműködésével) | A legjobb pop/dance dal   | Elnyerte | [ 195 ] |
| 2009 | Just Dance (Colby O’Donis közreműködésével) | A legjobb videóklip       | Jelölve  | [ 195 ] |
| 2010 | Bad Romance                                 | A legjobb pop/dance dal   | Jelölve  | [ 196 ] |
| 2010 | Bad Romance                                 | A legjobb videóklip       | Elnyerte | [ 196 ] |
| 2010 | Lady Gaga                                   | A legjobb szóló előadó    | Elnyerte | [ 196 ] |
| 2010 | The Fame Monster                            | A legjobb album           | Jelölve  | [ 196 ] |
| 2011 | Lady Gaga                                   | A legjobb szóló előadó    | Elnyerte | [ 197 ] |
| 2011 | Telephone (Beyoncé közreműködésével)        | A legjobb videóklip       | Jelölve  | [ 197 ] |
| 2011 | Alejandro                                   | A legjobb pop/dance dal   | Elnyerte | [ 197 ] |
| 2012 | Lady Gaga                                   | A legjobb szóló előadó    | Jelölve  | [ 198 ] |
| 2012 | Judas                                       | A legjobb videóklip       | Jelölve  | [ 198 ] |
| 2012 | Born This Way                               | A legjobb pop/dance dal   | Jelölve  | [ 198 ] |
| 2014 | Lady Gaga                                   | A legjobb szóló előadó    | Jelölve  | [ 199 ] |
| 2014 | Applause                                    | A legjobb videóklip       | Jelölve  | [ 199 ] |

### Jane Ortner Education Award
A díjat a Grammy Múzeum ajándékozza oda, olyan előadóknak, akik a zenén és művészeten keresztül adnak át fontos üzeneteket oktatási szándékkal. A Grammy Múzeum 2016-ban ismerte el Gaga szenvedélyét és elkötelezettségét a zenéjén keresztül való oktatásra.
| Év   | A jelölés tárgya | Kategória                 | Eredmény | Forr.   |
| ---- | ---------------- | ------------------------- | -------- | ------- |
| 2016 | Lady Gaga        | Jane Ortner művészeti díj | Elnyerte | [ 201 ] |

### Japan Gold Disc Awards
A Japan Gold Disc Awards egy japánban, évente megrendezett díjátadó ünnepség. A díjakat a japán eladási adatok alapján ítélik oda a jelölteknek.
| Év   | A jelölés tárgya                                                   | Kategória                      | Eredmény | Forr.   |
| ---- | ------------------------------------------------------------------ | ------------------------------ | -------- | ------- |
| 2010 | Lady Gaga                                                          | A legjobb új nemzetközi előadó | Elnyerte | [ 203 ] |
| 2010 | Lady Gaga                                                          | A legjobb új előadó            | Elnyerte | [ 203 ] |
| 2011 | Lady Gaga                                                          | Az év nemzetközi előadója      | Elnyerte | [ 204 ] |
| 2012 | Lady Gaga                                                          | Az év nemzetközi előadója      | Elnyerte | [ 205 ] |
| 2012 | Born This Way                                                      | Az év albuma                   | Elnyerte | [ 205 ] |
| 2012 | Born This Way                                                      | Az év nyugati albuma           | Elnyerte | [ 205 ] |
| 2012 | Born This Way                                                      | Az év dala                     | Elnyerte | [ 205 ] |
| 2013 | Lady Gaga Presents the Monster Ball Tour: At Madison Square Garden | Az év zenei videója            | Elnyerte | [ 206 ] |
| 2014 | Artpop                                                             | A legjobb nemzetközi album     | Elnyerte | [ 207 ] |
| 2015 | Cheek to Cheek (Tony Bennett-tel)                                  | Az év jazzalbuma               | Elnyerte | [ 208 ] |

### Juno Awards
A kanadai Juno Awards díjátadón a zeneipar legkimagaslóbb felvételeit jutalmazzák.
| Év   | A jelölés tárgya | Kategória               | Eredmény | Forr.   |
| ---- | ---------------- | ----------------------- | -------- | ------- |
| 2012 | Born This Way    | Az év nemzetközi albuma | Jelölve  | [ 210 ] |

### LennonOno Grant for Peace
Yoko Ono, John Lennon özvegye adja át ezt a békedíjat. Lady Gaga társadalmi tevékenységei által érdemelte ki az elismerést.
| Év   | A jelölés tárgya | Kategória          | Eredmény | Forr.   |
| ---- | ---------------- | ------------------ | -------- | ------- |
| 2012 | Lady Gaga        | Lennon-Ono-békedíj | Elnyerte | [ 212 ] |

### Little Kids Rock Awards
A Little Kids Rock-díjat minden évben „olyan zenei személy kapja meg, aki elkötelezetten segít a Little Kids Rock jótékonysági szervezetnek, hogy olyan iskolás gyerekek is zenei oktatásban részesülhessenek, akiknek egyébként erre nem lenne lehetőségük”.
| Év   | A jelölés tárgya | Kategória         | Eredmény | Forr.   |
| ---- | ---------------- | ----------------- | -------- | ------- |
| 2011 | Lady Gaga        | Az év nagy embere | Elnyerte | [ 214 ] |

### Los Angeles Italia Film, Fashion and Art Fest
A Los Angeles Italia Film, Fashion and Art Fest minden évben az olasz és amerikai-olasz kultúra legjobbjait díjazza az Oscar-díjátadó előtti héten.
| Év   | A jelölés tárgya      | Kategória  | Eredmény | Forr.   |
| ---- | --------------------- | ---------- | -------- | ------- |
| 2016 | Til It Happens to You | Az év dala | Elnyerte | [ 215 ] |

### Los Angeles Online Film Critics Society
A 2016-ban létrejött Los Angeles Online Filmkritikusok Társulata (LAOFCS) egy filmkritikusokból álló egyesület Los Angelesben.
| Év   | A jelölés tárgya            | Kategória                  | Eredmény | Forr.           |
| ---- | --------------------------- | -------------------------- | -------- | --------------- |
| 2018 | Lady Gaga                   | A legjobb színésznő        | Jelölve  | [ 216 ] [ 217 ] |
| 2018 | Lady Gaga                   | A legjobb áttörő alakítás  | Jelölve  | [ 216 ] [ 217 ] |
| 2018 | Shallow (Bradley Cooperrel) | A legjobb eredeti betétdal | Elnyerte | [ 216 ] [ 217 ] |

### Los 40 Principales Awards
A spanyol Los Principales rádiótársaság díja, melyet 2006 óta adnak át.
| Év   | A jelölés tárgya | Kategória                   | Eredmény | Forr.   |
| ---- | ---------------- | --------------------------- | -------- | ------- |
| 2009 | Poker Face       | A legjobb nemzetközi dal    | Jelölve  | [ 219 ] |
| 2010 | Bad Romance      | A legjobb nemzetközi dal    | Elnyerte | [ 220 ] |
| 2010 | Lady Gaga        | A legjobb nemzetközi előadó | Elnyerte | [ 220 ] |

### Meteor Music Awards
A Meteor Music Awards Írország zenei díja, melyet az MCD Productions támogatásával 2001 óta adnak át meg minden évben.
| Év   | A jelölés tárgya | Kategória                       | Eredmény | Forr.   |
| ---- | ---------------- | ------------------------------- | -------- | ------- |
| 2010 | Lady Gaga        | A legjobb nemzetközi női előadó | Elnyerte | [ 222 ] |
| 2010 | The Fame Monster | A legjobb nemzetközi album      | Jelölve  | [ 222 ] |

### Miss Gay America
A Miss Gay America egy nemzeti verseny LMBT-tagok számára 1972 óta.
| Év   | A jelölés tárgya | Kategória                      | Eredmény | Forr.   |
| ---- | ---------------- | ------------------------------ | -------- | ------- |
| 2017 | Lady Gaga        | Tiszteletbeli Miss Gay America | Elnyerte | [ 224 ] |

### MOBO Awards
A MOBO Awards (a „Music of Black Origin” rövidítése [Fekete származásúak zenéje]) díjat Kanya King alapította 1996-ban.
| Év   | A jelölés tárgya | Kategória                   | Eredmény | Forr.   |
| ---- | ---------------- | --------------------------- | -------- | ------- |
| 2009 | Lady Gaga        | A legjobb nemzetközi előadó | Jelölve  | [ 226 ] |

### MTV-díjak

#### Los Premios MTV Latinoamérica
A Los Premios MTV Latinoamérica az MTV Video Music Awards latin-amerikai változata. A díjat 2002-ben alapították a legjobb videóklipek elismerésére.
| Év   | A jelölés tárgya | Kategória                       | Eredmény | Forr.   |
| ---- | ---------------- | ------------------------------- | -------- | ------- |
| 2009 | Lady Gaga        | A legjobb nemzetközi pop előadó | Jelölve  | [ 228 ] |
| 2009 | Lady Gaga        | A legjobb új nemzetközi előadó  | Elnyerte | [ 228 ] |
| 2009 | Poker Face       | Az év dala                      | Elnyerte | [ 228 ] |
| 2009 | Poker Face       | A legjobb csengőhang            | Jelölve  | [ 228 ] |

#### MTV Australia Music Awards
Az MTV Australia Awards díjat 2005-ben alapította az MTV Australia zenei csatorna.
| Év   | A jelölés tárgya | Kategória           | Eredmény | Forr.           |
| ---- | ---------------- | ------------------- | -------- | --------------- |
| 2009 | Lady Gaga        | A legjobb új előadó | Jelölve  | [ 230 ] [ 231 ] |
| 2009 | Poker Face       | A legjobb videóklip | Jelölve  | [ 230 ] [ 231 ] |

#### MTV Europe Music Awards
Az MTV Europe Music Awards (EMA) díjat 1994-ben alapította az MTV Networks Europe, hogy Európa legnépszerűbb videóklipjeit díjazzák.
| Év   | A jelölés tárgya                     | Kategória                                   | Eredmény | Forr.   |
| ---- | ------------------------------------ | ------------------------------------------- | -------- | ------- |
| 2009 | Lady Gaga                            | A legjobb új előadó                         | Elnyerte | [ 233 ] |
| 2009 | Lady Gaga                            | A legjobb női előadó                        | Jelölve  | [ 233 ] |
| 2009 | Lady Gaga                            | A legjobb élő előadás                       | Jelölve  | [ 233 ] |
| 2009 | Lady Gaga                            | A legjobb élő előadás az MTV World Stage-en | Jelölve  | [ 233 ] |
| 2009 | Poker Face                           | A legjobb dal                               | Jelölve  | [ 233 ] |
| 2010 | Lady Gaga                            | A legjobb női előadó                        | Elnyerte | [ 234 ] |
| 2010 | Lady Gaga                            | A legjobb pop előadó                        | Elnyerte | [ 234 ] |
| 2010 | Lady Gaga                            | A legjobb élő előadás                       | Jelölve  | [ 234 ] |
| 2010 | Bad Romance                          | A legjobb dal                               | Elnyerte | [ 234 ] |
| 2010 | Telephone (Beyoncé közreműködésével) | A legjobb videóklip                         | Jelölve  | [ 234 ] |
| 2011 | Lady Gaga                            | A legjobb női előadó                        | Elnyerte | [ 235 ] |
| 2011 | Lady Gaga                            | A legjobb élő előadás                       | Jelölve  | [ 235 ] |
| 2011 | Lady Gaga                            | A legjobb Észak-Amerikai előadó             | Jelölve  | [ 235 ] |
| 2011 | Lady Gaga                            | A legjobb pop előadó                        | Jelölve  | [ 235 ] |
| 2011 | Lady Gaga                            | A legnagyobb rajongók                       | Elnyerte | [ 235 ] |
| 2011 | Born This Way                        | A legjobb dal                               | Elnyerte | [ 235 ] |
| 2011 | Born This Way                        | A legjobb videó                             | Elnyerte | [ 235 ] |
| 2012 | Lady Gaga                            | A legjobb élő előadás                       | Jelölve  | [ 236 ] |
| 2012 | Lady Gaga                            | A legnagyobb rajongók                       | Jelölve  | [ 236 ] |
| 2012 | Marry The Night                      | A legjobb videó                             | Jelölve  | [ 236 ] |
| 2013 | Lady Gaga                            | A legjobb női előadó                        | Jelölve  | [ 237 ] |
| 2013 | Lady Gaga                            | A legnagyobb rajongók                       | Jelölve  | [ 237 ] |
| 2013 | Lady Gaga                            | A legjobb kinézet                           | Jelölve  | [ 237 ] |
| 2013 | Applause                             | A legjobb videó                             | Jelölve  | [ 237 ] |
| 2015 | Lady Gaga és Tony Bennett            | A legjobb élő előadás                       | Jelölve  | [ 238 ] |
| 2016 | Lady Gaga                            | A legjobb női előadó                        | Elnyerte | [ 239 ] |
| 2016 | Lady Gaga                            | A legnagyobb rajongók                       | Jelölve  | [ 239 ] |
| 2016 | Lady Gaga                            | A legjobb kinézet                           | Elnyerte | [ 239 ] |
| 2020 | Lady Gaga                            | A legjobb előadó                            | Elnyerte | [ 240 ] |
| 2020 | Lady Gaga                            | A legjobb pop előadó                        | Jelölve  | [ 240 ] |
| 2020 | Lady Gaga                            | A legjobb amerikai előadó                   | Elnyerte | [ 240 ] |
| 2020 | Lady Gaga                            | A legnagyobb rajongók                       | Jelölve  | [ 240 ] |
| 2020 | Rain on Me (Ariana Grandéval)        | A legjobb videó                             | Jelölve  | [ 240 ] |
| 2020 | Rain on Me (Ariana Grandéval)        | A legjobb dal                               | Jelölve  | [ 240 ] |
| 2020 | Rain on Me (Ariana Grandéval)        | A legjobb együttműködés                     | Jelölve  | [ 240 ] |
| 2021 | Lady Gaga                            | A legjobb előadó                            | Jelölve  | [ 241 ] |
| 2021 | Lady Gaga                            | A legnagyobb rajongók                       | Jelölve  | [ 241 ] |
| 2022 | Lady Gaga                            | A legnagyobb rajongók                       | Jelölve  | [ 242 ] |
| 2022 | Lady Gaga                            | A legjobb élő előadás                       | Jelölve  | [ 242 ] |
| 2024 | Die with a Smile (Bruno Mars-szal)   | A legjobb együttműködés                     | Jelölve  | [ 243 ] |

#### MTV Millennial Awards
Az évente megrendezésre kerülő MTV Millennial Awardsot 2013-ban rendezték meg először Latin-Amerikában.
| Év   | A jelölés tárgya | Kategória               | Eredmény | Forr.   |
| ---- | ---------------- | ----------------------- | -------- | ------- |
| 2017 | Perfect Illusion | A év nemzetközi slágere | Elnyerte | [ 245 ] |
| 2017 | Lady Gaga        | Agente de Cambio        | Elnyerte | [ 246 ] |

#### MTV Movie & TV Awards
Az MTV Movie Awards gála, ahol televíziós és filmes díjakat adnak át. A jelöltekről kizárólag az MTV producerei és vezetői döntenek, míg az győzteseket a nézők szavazzák meg.
| Év   | A jelölés tárgya                                                   | Kategória                               | Eredmény | Forr.   |
| ---- | ------------------------------------------------------------------ | --------------------------------------- | -------- | ------- |
| 2017 | "Lady Gaga Carpool Karaoke" — The Late Late Show with James Corden | Népszerű                                | Jelölve  | [ 248 ] |
| 2018 | Gaga: Five Foot Two                                                | A legjobb zenés dokumentumfilm          | Elnyerte | [ 249 ] |
| 2019 | Csillag születik                                                   | A legjobb színészi teljesítmény filmben | Elnyerte | [ 250 ] |
| 2019 | Shallow                                                            | A legjobb zenés pillanat                | Elnyerte | [ 250 ] |
| 2022 | A Gucci-ház                                                        | A legjobb színészi teljesítmény filmben | Jelölve  | [ 251 ] |
| 2023 | Hold My Hand                                                       | A legjobb dal                           | Jelölve  | [ 252 ] |

#### MTV Video Music Awards
Az MTV Video Music Awardsot 1984-ben hozta létre az MTV, hogy megünnepeljék vele a legjobb videókat minden évben. Gaga 2010-ben rekordot döntött a maga 13 jelölésével, melyeket a Bad Romance és Telephone klipjeiért kapott. Ezzel két rekordot is megdöntött: ő kapta minden idők legtöbb jelölését egy adott évben, és ő az első női előadó akinek két videóját is jelölték Az év videóklipje kategóriában egyazon évben.
| Év   | A jelölés tárgya                          | Kategória                              | Eredmény | Forr.           |
| ---- | ----------------------------------------- | -------------------------------------- | -------- | --------------- |
| 2009 | Poker Face                                | Az év videóklipje                      | Jelölve  | [ 255 ] [ 256 ] |
| 2009 | Poker Face                                | Az év videóklipje női előadótól        | Jelölve  | [ 255 ] [ 256 ] |
| 2009 | Poker Face                                | Az év pop videóklipje                  | Jelölve  | [ 255 ] [ 256 ] |
| 2009 | Lady Gaga                                 | A legjobb új előadó                    | Elnyerte | [ 255 ] [ 256 ] |
| 2009 | Paparazzi                                 | A legjobb videóklip-rendezés           | Jelölve  | [ 255 ] [ 256 ] |
| 2009 | Paparazzi                                 | A legjobb vágás                        | Jelölve  | [ 255 ] [ 256 ] |
| 2009 | Paparazzi                                 | A legjobb effektek                     | Elnyerte | [ 255 ] [ 256 ] |
| 2009 | Paparazzi                                 | A legjobb operatőri munka videóklipben | Jelölve  | [ 255 ] [ 256 ] |
| 2009 | Paparazzi                                 | A legjobb művészeti rendezés           | Elnyerte | [ 255 ] [ 256 ] |
| 2010 | Bad Romance                               | Az év videóklipje                      | Elnyerte | [ 257 ]         |
| 2010 | Bad Romance                               | Az év videóklipje női előadótól        | Elnyerte | [ 257 ]         |
| 2010 | Bad Romance                               | Az év pop videóklipje                  | Elnyerte | [ 257 ]         |
| 2010 | Bad Romance                               | Az év dance videóklipje                | Elnyerte | [ 257 ]         |
| 2010 | Bad Romance                               | A legjobb videóklip-rendezés           | Elnyerte | [ 257 ]         |
| 2010 | Bad Romance                               | A legjobb koreográfia                  | Elnyerte | [ 257 ]         |
| 2010 | Bad Romance                               | A legjobb effektek                     | Jelölve  | [ 257 ]         |
| 2010 | Bad Romance                               | A legjobb művészeti rendezés           | Jelölve  | [ 257 ]         |
| 2010 | Bad Romance                               | A legjobb vágás videóklipben           | Elnyerte | [ 257 ]         |
| 2010 | Bad Romance                               | A legjobb operatőri munka videóklipben | Jelölve  | [ 257 ]         |
| 2010 | Telephone (Beyoncé közreműködésével)      | Az év videóklipje                      | Jelölve  | [ 257 ]         |
| 2010 | Telephone (Beyoncé közreműködésével)      | A legjobb közreműködés                 | Elnyerte | [ 257 ]         |
| 2010 | Telephone (Beyoncé közreműködésével)      | A legjobb koreográfia                  | Jelölve  | [ 257 ]         |
| 2011 | Born This Way                             | Az év videóklipje női előadótól        | Elnyerte | [ 258 ]         |
| 2011 | Born This Way                             | A legjobb üzenettel rendelkező videó   | Elnyerte | [ 258 ]         |
| 2011 | Judas                                     | A legjobb koreográfia                  | Jelölve  | [ 258 ]         |
| 2011 | Judas                                     | A legjobb művészeti rendezés           | Jelölve  | [ 258 ]         |
| 2019 | Shallow                                   | Az év dala                             | Jelölve  | [ 259 ]         |
| 2019 | Shallow                                   | A legjobb közreműködés                 | Jelölve  | [ 259 ]         |
| 2020 | Lady Gaga                                 | Az év előadója                         | Elnyerte | [ 260 ]         |
| 2020 | Lady Gaga                                 | Tricon-díj                             | Elnyerte | [ 260 ]         |
| 2020 | Rain on Me (Ariana Grandéval)             | Az év videóklipje                      | Jelölve  | [ 260 ]         |
| 2020 | Rain on Me (Ariana Grandéval)             | Az év dala                             | Elnyerte | [ 260 ]         |
| 2020 | Rain on Me (Ariana Grandéval)             | A legjobb közreműködés                 | Elnyerte | [ 260 ]         |
| 2020 | Rain on Me (Ariana Grandéval)             | Az év pop videóklipje                  | Jelölve  | [ 260 ]         |
| 2020 | Rain on Me (Ariana Grandéval)             | A legjobb operatőri munka videóklipben | Elnyerte | [ 260 ]         |
| 2020 | Rain on Me (Ariana Grandéval)             | A legjobb effektek                     | Jelölve  | [ 260 ]         |
| 2020 | Rain on Me (Ariana Grandéval)             | A legjobb koreográfia                  | Jelölve  | [ 260 ]         |
| 2020 | Smile (A One World: Together at Home-ból) | A legjobb karantén előadás             | Jelölve  | [ 260 ]         |
| 2021 | 911                                       | A legjobb operatőri munka videóklipben | Jelölve  | [ 261 ]         |
| 2021 | 911                                       | A legjobb művészeti rendezés           | Jelölve  | [ 261 ]         |
| 2024 | Paparazzi                                 | VMA-k legikonikusabb előadása          | Jelölve  | [ 262 ]         |
| 2025 | Die with a Smile (Bruno Marssal)          | Az év videóklipje                      | Függőben | [ 263 ]         |
| 2025 | Die with a Smile (Bruno Marssal)          | Az év dala                             | Függőben | [ 263 ]         |
| 2025 | Die with a Smile (Bruno Marssal)          | A legjobb közreműködés                 | Függőben | [ 263 ]         |
| 2025 | Die with a Smile (Bruno Marssal)          | Az év pop videóklipje                  | Függőben | [ 263 ]         |
| 2025 | Lady Gaga                                 | Az év előadója                         | Függőben | [ 263 ]         |
| 2025 | Mayhem                                    | Az év albuma                           | Függőben | [ 263 ]         |
| 2025 | Abracadabra                               | A legjobb videóklip-rendezés           | Függőben | [ 263 ]         |
| 2025 | Abracadabra                               | A legjobb művészeti rendezés           | Függőben | [ 263 ]         |
| 2025 | Abracadabra                               | A legjobb operatőri munka videóklipben | Függőben | [ 263 ]         |
| 2025 | Abracadabra                               | A legjobb vágás                        | Függőben | [ 263 ]         |
| 2025 | Abracadabra                               | A legjobb koreográfia                  | Függőben | [ 263 ]         |
| 2025 | Abracadabra                               | A legjobb effektek                     | Függőben | [ 263 ]         |

#### MTV Video Music Awards Japan
Az MTV Video Music Awards Japan az MTV Video Music Awards japán változata és az egyik legrangosabb zenei díj az országban, mellyel minden évben a legjobb külföldi és hazai videóklipeket díjazzák.
| Év   | A jelölés tárgya | Kategória                                       | Eredmény | Forr.           |
| ---- | ---------------- | ----------------------------------------------- | -------- | --------------- |
| 2010 | Poker Face       | A legjobb videóklip női előadótól               | Jelölve  | [ 265 ]         |
| 2010 | Poker Face       | A legjobb karaoke-dal                           | Jelölve  | [ 265 ]         |
| 2010 | Poker Face       | Az év videóklipje                               | Jelölve  | [ 265 ]         |
| 2010 | Poker Face       | A legjobb dance videóklip                       | Elnyerte | [ 265 ]         |
| 2010 | Video Phone      | A legjobb közreműködés egy videóklipben         | Jelölve  | [ 265 ]         |
| 2011 | Born This Way    | Az év videója                                   | Elnyerte | [ 266 ]         |
| 2011 | Born This Way    | A legjobb dance videóklip                       | Elnyerte | [ 266 ]         |
| 2011 | Born This Way    | A legjobb videóklip női előadótól               | Elnyerte | [ 266 ]         |
| 2012 | Born This Way    | Az év albuma                                    | Jelölve  | [ 267 ]         |
| 2012 | You and I        | Az év videója                                   | Jelölve  | [ 267 ]         |
| 2012 | Judas            | A legjobb karaoke-dal                           | Jelölve  | [ 267 ]         |
| 2014 | Applause         | Az év videója                                   | Jelölve  | [ 268 ] [ 269 ] |
| 2014 | Applause         | A legjobb pop videó                             | Elnyerte | [ 268 ] [ 269 ] |
| 2025 | Disease          | A legjobb videóklip szólóelőadótól (Nemzetközi) | Elnyerte | [ 270 ]         |

#### MTV Video Music Brasil Awards
Az MTV Video Music Brasil az MTV brazil változatának évenként megrendezett díja, melyet 1995-ben alapítottak. 2013-tól az MTV márka átruházása miatt, és a csatorna újratervezésével, megszűnt az díjátadó.
| Év   | A jelölés tárgya | Kategória                   | Eredmény | Forr.   |
| ---- | ---------------- | --------------------------- | -------- | ------- |
| 2009 | Lady Gaga        | A legjobb nemzetközi előadó | Jelölve  | [ 272 ] |
| 2010 | Lady Gaga        | A legjobb nemzetközi előadó | Jelölve  | [ 273 ] |
| 2011 | Lady Gaga        | A legjobb nemzetközi előadó | Elnyerte | [ 274 ] |

### MuchMusic Video Awards
A MuchMusic Video Awards a kanadai MuchMusic csatorna által minden évben megrendezett díjátadó gála.
| Év   | A jelölés tárgya                     | Kategória                                       | Eredmény | Forr.   |
| ---- | ------------------------------------ | ----------------------------------------------- | -------- | ------- |
| 2009 | Poker Face                           | A legjobb nemzetközi videó                      | Elnyerte | [ 276 ] |
| 2009 | Poker Face                           | A legjobb nemzetközi előadó                     | Jelölve  | [ 276 ] |
| 2010 | Telephone (Beyoncé közreműködésével) | A legjobb nemzetközi videó                      | Jelölve  | [ 277 ] |
| 2010 | Telephone (Beyoncé közreműködésével) | A legjobb nemzetközi előadó                     | Jelölve  | [ 277 ] |
| 2011 | Judas                                | A legjobb nemzetközi videó                      | Elnyerte | [ 278 ] |
| 2011 | Born This Way                        | A legjobb nemzetközi előadó                     | Elnyerte | [ 278 ] |
| 2011 | Alejandro                            | Az év legtöbbet streamelt videója               | Jelölve  | [ 278 ] |
| 2012 | Marry The Night                      | A legjobb nemzetközi videó                      | Jelölve  | [ 279 ] |
| 2017 | Lady Gaga                            | A legérdekesebb nemzetközi előadó vagy együttes | Jelölve  | [ 280 ] |

### MYX Music Awards
A MYX Music Awards a Fülöp-szigeteken megrendezett éves zenei gála, ahol hazai és nemzetközi előadókat egyaránt díjaznak.
| Év   | A jelölés tárgya                     | Kategória                | Eredmény | Forr.   |
| ---- | ------------------------------------ | ------------------------ | -------- | ------- |
| 2011 | Telephone (Beyoncé közreműködésével) | Kedvenc nemzetközi videó | Jelölve  | [ 282 ] |
| 2012 | Born This Way                        | Kedvenc nemzetközi videó | Jelölve  | [ 283 ] |

### National Arts Awards
A gálát az Americans for the Arts nonporfit szervezet rendezi meg minden évben New Yorkban. Gaga a művészet iránti elköteleződéséért vehette át a díjat.
| Év   | A jelölés tárgya | Kategória            | Eredmény | Forr.   |
| ---- | ---------------- | -------------------- | -------- | ------- |
| 2015 | Lady Gaga        | Fiatal művészek díja | Elnyerte | [ 285 ] |

### National Board of Review Awards
A National Board of Review az filmes alkotások legjobbjait választja ki minden évben az Egyesült Államokban.
| Év   | A jelölés tárgya | Kategória           | Eredmény | Forr.   |
| ---- | ---------------- | ------------------- | -------- | ------- |
| 2018 | Csillag születik | A legjobb színésznő | Elnyerte | [ 286 ] |

### National Magazine Awards
A National Magazine Awards a magazinipar legjobbjait ismeri el díjaival 1966 óta minden évben.
| Év   | A jelölés tárgya                         | Kategória        | Eredmény | Forr.   |
| ---- | ---------------------------------------- | ---------------- | -------- | ------- |
| 2015 | Harper’s Bazaar, 2014 március, Lady Gaga | Divat és szépség | Elnyerte | [ 287 ] |

### Nickelodeon Kid's Choice Awards
A Nickelodeon Kid's Choice Awards egy évente megrendezésre kerülő televíziós, filmes és könnyűzenei díj, melyet a közönség szavazatai alapján osztanak ki.
| Év   | A jelölés tárgya | Kategória          | Eredmény | Forr.   |
| ---- | ---------------- | ------------------ | -------- | ------- |
| 2010 | Lady Gaga        | A kedvenc énekesnő | Jelölve  | [ 289 ] |
| 2010 | Paparazzi        | A kedvenc dal      | Jelölve  | [ 289 ] |
| 2012 | Lady Gaga        | A kedvenc énekesnő | Jelölve  | [ 290 ] |
| 2012 | Born This Way    | A kedvenc dal      | Jelölve  | [ 290 ] |
| 2014 | Lady Gaga        | A kedvenc énekesnő | Jelölve  | [ 291 ] |

### NME Awards
Az NME Awards egy évente megrendezett zenei díjátadó show-műsor, melyet az NME magazin alapított.
| Év   | A jelölés tárgya          | Kategória                       | Eredmény | Forr.           |
| ---- | ------------------------- | ------------------------------- | -------- | --------------- |
| 2010 | Poker Face                | A legjobb dal a táncparkettre   | Jelölve  | [ 293 ]         |
| 2010 | Lady Gaga                 | A legjobb szóló előadó          | Jelölve  | [ 293 ]         |
| 2010 | Lady Gaga                 | A legjobban öltözött előadó     | Elnyerte | [ 293 ]         |
| 2010 | Lady Gaga                 | A legrosszabbul öltözött előadó | Elnyerte | [ 293 ]         |
| 2011 | Lady Gaga                 | A legdivatosabb előadó          | Jelölve  | [ 294 ]         |
| 2011 | Lady Gaga                 | Az év hőse                      | Elnyerte | [ 294 ]         |
| 2011 | Lady Gaga                 | A legdögösebb nő                | Elnyerte | [ 294 ]         |
| 2012 | Lady Gaga                 | A legjobb Twitter-oldal         | Elnyerte | [ 295 ]         |
| 2017 | Lady Gaga                 | A legjobb nemzetközi női előadó | Jelölve  | [ 296 ] [ 297 ] |
| 2018 | Lady Gaga a Super Bowl-on | Az év zenei pillanata           | Jelölve  | [ 298 ] [ 299 ] |
| 2018 | Gaga: Five Foot Two       | A legjobb zenés film            | Elnyerte | [ 298 ] [ 299 ] |

### NRJ Music Awards
Az NRJ Music Awards díjat 2000-ben a francia NRJ rádióállomás és a TF1 televíziós csatorna hozta létre.
| Év   | A jelölés tárgya                     | Kategória                                 | Eredmény | Forr.   |
| ---- | ------------------------------------ | ----------------------------------------- | -------- | ------- |
| 2010 | Lady Gaga                            | Az év felfedezettje                       | Elnyerte | [ 301 ] |
| 2010 | Poker Face                           | Az év nemzetközi dala                     | Jelölve  | [ 301 ] |
| 2010 | The Fame                             | Az év nemzetközi albuma                   | Jelölve  | [ 301 ] |
| 2011 | Lady Gaga                            | Az év nemzetközi női előadója             | Jelölve  | [ 302 ] |
| 2011 | Lady Gaga                            | A legjobb élő előadás                     | Jelölve  | [ 302 ] |
| 2011 | Bad Romance                          | Az év nemzetközi dala                     | Jelölve  | [ 302 ] |
| 2011 | Telephone (Beyoncé közreműködésével) | Az év nemzetközi együttese/kollaborációja | Jelölve  | [ 302 ] |
| 2011 | Telephone (Beyoncé közreműködésével) | Az év videóklipje                         | Elnyerte | [ 302 ] |
| 2012 | Born This Way                        | Az év videóklipje                         | Jelölve  | [ 303 ] |
| 2016 | Lady Gaga                            | Az év nemzetközi női előadója             | Jelölve  | [ 304 ] |
| 2019 | Lady Gaga                            | Az év nemzetközi női előadója             | Jelölve  | [ 305 ] |
| 2019 | Lady Gaga & Bradley Cooper           | Az év nemzetközi duója/együttese          | Elnyerte | [ 305 ] |
| 2020 | Lady Gaga                            | Az év nemzetközi női előadója             | Jelölve  | [ 306 ] |
| 2020 | Rain on Me (Ariana Grandéval)        | Az év nemzetközi együttműködése           | Elnyerte | [ 306 ] |
| 2020 | Rain on Me (Ariana Grandéval)        | Az év videóklipje                         | Jelölve  | [ 306 ] |
| 2022 | Lady Gaga                            | Az év nemzetközi női előadója             | Elnyerte | [ 307 ] |
| 2024 | Die with a Smile (Bruno Mars-szal)   | Az év nemzetközi együttműködése           | Elnyerte | [ 308 ] |

### People’s Choice Awards
A People’s Choice Awards díjaival a populáris kultúra legjobbjait ismerik el minden évben az Egyesült Államokban.
| Év   | A jelölés tárgya                     | Kategória                                     | Eredmény | Forr.   |
| ---- | ------------------------------------ | --------------------------------------------- | -------- | ------- |
| 2010 | Lady Gaga                            | A kedvenc pop előadó                          | Elnyerte | [ 310 ] |
| 2010 | Lady Gaga                            | A kedvenc új előadó                           | Elnyerte | [ 310 ] |
| 2011 | Lady Gaga                            | A kedvenc női előadó                          | Jelölve  | [ 311 ] |
| 2011 | Lady Gaga                            | A kedvenc pop előadó                          | Jelölve  | [ 311 ] |
| 2011 | Telephone (Beyoncé közreműködésével) | A kedvenc videóklip                           | Jelölve  | [ 311 ] |
| 2011 | Telephone (Beyoncé közreműködésével) | A kedvenc dal                                 | Jelölve  | [ 311 ] |
| 2012 | Lady Gaga                            | A kedvenc női előadó                          | Jelölve  | [ 312 ] |
| 2012 | Lady Gaga                            | A kedvenc pop előadó                          | Jelölve  | [ 312 ] |
| 2012 | Born This Way                        | Az év albuma                                  | Elnyerte | [ 312 ] |
| 2012 | The Edge of Glory                    | A kedvenc dal                                 | Jelölve  | [ 312 ] |
| 2012 | Judas                                | A kedvenc videóklip                           | Jelölve  | [ 312 ] |
| 2014 | Little Monsters                      | A kedvenc zenei követők                       | Jelölve  | [ 313 ] |
| 2016 | Amerikai Horror Story: Hotel         | A kedvenc Sci-Fi/Fantasy televíziós színésznő | Jelölve  | [ 314 ] |
| 2017 | Lady Gaga                            | A kedvenc social media híresség               | Jelölve  | [ 315 ] |
| 2019 | Lady Gaga                            | 2019 legjobb stílusa                          | Jelölve  | [ 316 ] |
| 2019 | Lady Gaga Enigma + Jazz & Piano      | 2019 turnéja                                  | Jelölve  | [ 316 ] |
| 2020 | Lady Gaga                            | 2020 női előadója                             | Jelölve  | [ 317 ] |
| 2020 | Lady Gaga                            | 2020 közösségi médiás híressége               | Jelölve  | [ 317 ] |
| 2020 | Lady Gaga                            | 2020 legjobb stílusa                          | Jelölve  | [ 317 ] |
| 2020 | Chromatica                           | 2020 albuma                                   | Jelölve  | [ 317 ] |
| 2020 | Rain on Me (Ariana Grandéval)        | 2020 dala                                     | Jelölve  | [ 317 ] |
| 2020 | Rain on Me (Ariana Grandéval)        | 2020 közreműködése                            | Jelölve  | [ 317 ] |
| 2020 | Rain on Me (Ariana Grandéval)        | 2020 videóklipje                              | Jelölve  | [ 317 ] |
| 2022 | Lady Gaga                            | 2022 női előadója                             | Jelölve  | [ 318 ] |
| 2022 | Hold My Hand                         | 2022 dala                                     | Jelölve  | [ 318 ] |
| 2022 | The Chromatica Ball                  | 2022 turnéja                                  | Jelölve  | [ 318 ] |

### Premios Oye
A Premios Oye egy mexikói zenei díj, melyet az Academia Nacional de la Música en México hozott létre.
| Év   | A jelölés tárgya | Kategória                        | Eredmény | Forr.   |
| ---- | ---------------- | -------------------------------- | -------- | ------- |
| 2009 | The Fame         | Az év angol nyelvű albuma        | Elnyerte | [ 320 ] |
| 2009 | Lady Gaga        | Az év angol nyelvű felfedezettje | Elnyerte | [ 320 ] |
| 2009 | Poker Face       | Az év angol nyelvű felvétele     | Elnyerte | [ 320 ] |
| 2010 | The Fame Monster | Az év angol nyelvű albuma        | Elnyerte | [ 321 ] |
| 2010 | Bad Romance      | Az év angol nyelvű felvétele     | Jelölve  | [ 321 ] |
| 2010 | Alejandro        | Az év angol nyelvű felvétele     | Jelölve  | [ 321 ] |
| 2012 | Born This Way    | Az év angol nyelvű albuma        | Jelölve  | [ 322 ] |

### Q Awards
A Q Awards egy évente megrendezett zenei díjátadó az Egyesült Királyságban, melyet 1985-ben a Q magazin alapított.
| Év   | A jelölés tárgya                            | Kategória                 | Eredmény | Forr.   |
| ---- | ------------------------------------------- | ------------------------- | -------- | ------- |
| 2009 | Lady Gaga                                   | A legjobb új előadó       | Jelölve  | [ 324 ] |
| 2009 | Just Dance (Colby O’Donis közreműködésével) | A legjobb videóklip       | Elnyerte | [ 324 ] |
| 2010 | Lady Gaga                                   | A legjobb női előadó      | Jelölve  | [ 325 ] |
| 2010 | Lady Gaga                                   | A legjobb élő előadás     | Jelölve  | [ 325 ] |
| 2011 | Judas                                       | A legjobb videóklip       | Jelölve  | [ 326 ] |
| 2012 | Lady Gaga                                   | Napjaink legjobb előadója | Jelölve  | [ 327 ] |

### Satellite Awards
Az International Press Academy által évente kiosztott Satellite-díjakkal a televíziós és filmes munkákat értékelik.
| Év   | A jelölés tárgya                                                         | Kategória                                      | Eredmény | Forr.   |
| ---- | ------------------------------------------------------------------------ | ---------------------------------------------- | -------- | ------- |
| 2011 | Hello Hello (Elton Johnnal)                                              | A legjobb eredeti betétdal                     | Jelölve  | [ 329 ] |
| 2016 | Amerikai Horror Story: Hotel                                             | A legjobb színésznő – Televíziós drámasorozat  | Jelölve  | [ 330 ] |
| 2016 | Til It Happens to You                                                    | A legjobb eredeti betétdal                     | Elnyerte | [ 330 ] |
| 2019 | Csillag születik                                                         | A legjobb színésznő – Vígjáték vagy zenés film | Jelölve  | [ 331 ] |
| 2019 | Shallow (Bradley Cooperrel)                                              | A legjobb eredeti betétdal                     | Elnyerte | [ 331 ] |
| 2022 | A Gucci-ház                                                              | A legjobb színésznő – Dráma kategória          | Jelölve  | [ 332 ] |
| 2023 | Top Gun: Maverick (with Lorne Balfe, Harold Faltermeyer and Hans Zimmer) | A legjobb filmzene                             | Jelölve  | [ 333 ] |
| 2023 | Hold My Hand                                                             | A legjobb eredeti betétdal                     | Elnyerte | [ 333 ] |

### Swiss Music Awards
A Swiss Music Awads Svájc évente megrendezésre kerülő zenei díja. 
| Év   | A jelölés tárgya            | Kategória                      | Eredmény | Forr.   |
| ---- | --------------------------- | ------------------------------ | -------- | ------- |
| 2010 | Poker Face                  | A legjobb nemzetközi dal       | Elnyerte | [ 334 ] |
| 2010 | Lady Gaga                   | A legjobb új nemzetközi előadó | Jelölve  | [ 334 ] |
| 2020 | Shallow (Bradley Cooperrel) | A legjobb nemzetközi dal       | Elnyerte | [ 335 ] |

### Teen Choice Awards
Az 1999-ben alapított Teen Choice Awards díjat 13 és 19 év közötti fiatalok szavazatai alapján állítják össze zenei, filmes, televíziós és sport témákban.
| Év   | A jelölés tárgya            | Kategória                               | Eredmény | Forr.   |
| ---- | --------------------------- | --------------------------------------- | -------- | ------- |
| 2009 | Just Dance                  | A legjobb közreműködés                  | Elnyerte | [ 337 ] |
| 2009 | Poker Face                  | A kedvenc kislemez                      | Jelölve  | [ 337 ] |
| 2009 | The Fame                    | A kedvenc album női előadótól           | Jelölve  | [ 337 ] |
| 2009 | Lady Gaga                   | A kedvenc női előadó                    | Jelölve  | [ 337 ] |
| 2009 | Lady Gaga                   | A kedvenc új előadó                     | Jelölve  | [ 337 ] |
| 2009 | Lady Gaga                   | A kedvenc táncos híresség               | Jelölve  | [ 337 ] |
| 2010 | Lady Gaga                   | A kedvenc női előadó                    | Elnyerte | [ 338 ] |
| 2010 | Lady Gaga                   | A legjobb női vörös szőnyeges divatikon | Jelölve  | [ 338 ] |
| 2010 | Lady Gaga                   | A nyár női sztárja                      | Elnyerte | [ 338 ] |
| 2010 | Bad Romance                 | A kedvenc kislemez                      | Jelölve  | [ 338 ] |
| 2010 | Telephone                   | A legjobb közreműködés                  | Jelölve  | [ 338 ] |
| 2010 | The Fame Monster            | A kedvenc popalbum                      | Jelölve  | [ 338 ] |
| 2010 | Alejandro                   | A kedvenc nyári dal                     | Jelölve  | [ 338 ] |
| 2011 | Lady Gaga                   | A kedvenc női előadó                    | Jelölve  | [ 339 ] |
| 2011 | Lady Gaga                   | A legjobb női vörös szőnyeges divatikon | Jelölve  | [ 339 ] |
| 2011 | Born This Way               | A kedvenc kislemez                      | Jelölve  | [ 339 ] |
| 2013 | Lady Gaga                   | A kedvenc Twitter-személy               | Jelölve  | [ 340 ] |
| 2014 | Lady Gaga                   | Social Media Királynő                   | Jelölve  | [ 341 ] |
| 2015 | Lady Gaga                   | A kedvenc Twit                          | Jelölve  | [ 342 ] |
| 2015 | Little Monsters             | A kedvenc rajongótábor                  | Jelölve  | [ 342 ] |
| 2016 | Lady Gaga                   | Social Media Királynő                   | Jelölve  | [ 343 ] |
| 2016 | Lady Gaga                   | A kedvenc Twit                          | Jelölve  | [ 343 ] |
| 2016 | Lady Gaga                   | A kedvenc szelfikészítő                 | Jelölve  | [ 343 ] |
| 2019 | Csillag születik            | A kedvenc drámai színésznő              | Jelölve  | [ 344 ] |
| 2019 | Shallow (Bradley Cooperrel) | A kedvenc közreműködés                  | Jelölve  | [ 344 ] |
| 2019 | Shallow (Bradley Cooperrel) | A kedvenc filmbetétdal                  | Jelölve  | [ 344 ] |
| 2019 | Lady Gaga & Bradley Cooper  | A kedvenc páros                         | Jelölve  | [ 344 ] |

### The Record of the Year
A The Record of the Year („Az év felvétele”) díjat az Egyesült Királyság lakosainak szavazatai alapján állították össze. A díjat 1998-ban alapították, 2006-ban az addigi telefonos rendszeren keresztüli szavazást internetes online szavazás váltotta fel, majd végül 2013-ban megszűnt a díj.
| Év   | A jelölés tárgya                     | Kategória       | Eredmény     | Forr.   |
| ---- | ------------------------------------ | --------------- | ------------ | ------- |
| 2009 | Poker Face                           | Az év felvétele | Elnyerte     | [ 346 ] |
| 2010 | Telephone (Beyoncé közreműködésével) | Az év felvétele | Második hely | [ 346 ] |
| 2011 | Born This Way                        | Az év felvétele | Elnyerte     | [ 347 ] |

### The Trevor Project Awards
A The Trevor Project egy 1998-ban megalapított amerikai nonprofit szervezet, melynek célja az LMBT-tagok támogatása és az öngyilkosságok számának csökkentése.
| Év   | A jelölés tárgya | Kategória      | Eredmény | Forr.   |
| ---- | ---------------- | -------------- | -------- | ------- |
| 2011 | Lady Gaga        | Trevor Hős-díj | Elnyerte | [ 349 ] |

### TMF Awards
A TFM Awards egy évenként megrendezésre kerülő televíziós díjátadó gála volt, melyet a holland TFM csatorna sugárzott. 
| Év   | A jelölés tárgya | Kategória                       | Eredmény | Forr.   |
| ---- | ---------------- | ------------------------------- | -------- | ------- |
| 2009 | Lady Gaga        | A legjobb nemzetközi női előadó | Elnyerte | [ 350 ] |
| 2009 | Lady Gaga        | A legjobb nemzetközi pop előadó | Elnyerte | [ 350 ] |
| 2009 | Lady Gaga        | A legjobb új nemzetközi előadó  | Elnyerte | [ 350 ] |

### UK Video Music Awards
Az UK Video Music Awards egy évente megrendezésre kerülő zenei esemény, melyet 2008-ban hoztak létre.
| Év   | A jelölés tárgya                     | Kategória                      | Eredmény | Forr.   |
| ---- | ------------------------------------ | ------------------------------ | -------- | ------- |
| 2009 | Paparazzi                            | A legjobb nemzetközi videóklip | Elnyerte | [ 352 ] |
| 2010 | Bad Romance                          | A legjobb nemzetközi videóklip | Elnyerte | [ 353 ] |
| 2010 | Telephone (Beyoncé közreműködésével) | A legjobb nemzetközi videóklip | Jelölve  | [ 353 ] |

### Washington D.C. Area Film Critics Association
A washingtoni filmkritikusokat összetömörítő egyesület 2002-ben jött létre.
| Év   | A jelölés tárgya | Kategória           | Eredmény | Forr.   |
| ---- | ---------------- | ------------------- | -------- | ------- |
| 2018 | Csillag születik | A legjobb színésznő | Elnyerte | [ 355 ] |

### World Music Awards
A World Music Awards egy nemzetközi díjátadó, melyet 1989-ben hoztak létre. Díjaikat az eladások alapján ítélik oda az előadóknak, melyeket az International Federation of the Phonographic Industry (IFPI) nemzetközi szervezet adatai alapján gyűjtenek össze.
| Év   | A jelölés tárgya                           | Kategória                                  | Eredmény | Forr.   |
| ---- | ------------------------------------------ | ------------------------------------------ | -------- | ------- |
| 2010 | Poker Face                                 | Az év dala                                 | Elnyerte | [ 357 ] |
| 2010 | The Fame                                   | Az év albuma                               | Elnyerte | [ 357 ] |
| 2010 | Lady Gaga                                  | A legjobb pop/rock előadó                  | Elnyerte | [ 357 ] |
| 2010 | Lady Gaga                                  | A legjobb új előadó                        | Elnyerte | [ 357 ] |
| 2010 | Lady Gaga                                  | A legnagyobb eladást elérő amerikai előadó | Elnyerte | [ 357 ] |
| 2014 | Lady Gaga                                  | A legjobb női előadó                       | Jelölve  | [ 358 ] |
| 2014 | Lady Gaga                                  | A legjobb női élő előadás                  | Elnyerte | [ 358 ] |
| 2014 | Lady Gaga                                  | A legjobb női szórakoztató előadó          | Elnyerte | [ 358 ] |
| 2014 | Lady Gaga                                  | A legjobb rajongótábor                     | Jelölve  | [ 358 ] |
| 2014 | Artpop                                     | A legjobb album női előadótól              | Elnyerte | [ 358 ] |
| 2014 | Born This Way                              | A legjobb album női előadótól              | Jelölve  | [ 358 ] |
| 2014 | Applause                                   | A legjobb dal női előadótól                | Elnyerte | [ 358 ] |
| 2014 | Applause                                   | A legjobb videó                            | Jelölve  | [ 358 ] |
| 2014 | Do What U Want (R. Kelly közreműködésével) | A legjobb dal                              | Jelölve  | [ 358 ] |
| 2014 | G.U.Y.                                     | A legjobb dal                              | Jelölve  | [ 358 ] |
| 2014 | G.U.Y.                                     | A legjobb videó                            | Jelölve  | [ 358 ] |
| 2014 | Marry The Night                            | A legjobb dal                              | Jelölve  | [ 358 ] |
| 2014 | Marry The Night                            | A legjobb videó                            | Jelölve  | [ 358 ] |
| 2014 | The Lady is a Tramp (Tony Bennett-tel)     | A legjobb dal                              | Jelölve  | [ 358 ] |
| 2014 | The Lady is a Tramp (Tony Bennett-tel)     | A legjobb videó                            | Jelölve  | [ 358 ] |

### World Soundtrack Awards
A World Soundtrack Awardsot 2001-ben hozta létre a Genti Filmfesztivál. Díjaikkal a filmzene művészetének fontosságára hívják fel a figyelmet.
| Év   | A jelölés tárgya | Kategória                      | Eredmény | Forr.   |
| ---- | ---------------- | ------------------------------ | -------- | ------- |
| 2019 | Shallow          | A legjobb eredeti filmbetétdal | Elnyerte | [ 360 ] |

### WOWIE Awards
A WOWie-díjakat a World of Wonder díjnyertes produkciós cég adja át a szórakoztatóipar legjobbjainak.
| Év   | A jelölés tárgya                                             | Kategória                             | Eredmény | Forr.   |
| ---- | ------------------------------------------------------------ | ------------------------------------- | -------- | ------- |
| 2018 | Csillag születik „Hey” mém                                   | A legjobb mém/gif                     | Jelölve  | [ 361 ] |
| 2018 | Lady Gaga és a Csillag születik                              | A legjobb vörös szőnyeges megjelenés  | Jelölve  | [ 361 ] |
| 2019 | Haus Laboratories                                            | A legjobb szépségápolási termékcsalád | Jelölve  | [ 362 ] |
| 2020 | Chromatica                                                   | A legjobb album vagy EP               | Elnyerte | [ 363 ] |
| 2020 | Sour Candy (a Blackpinkkel)                                  | A legjobb együttműködés               | Elnyerte | [ 363 ] |
| 2020 | Lady Gaga & Ariana Grande a 2020-as MTV Video Music Awardson | A legjobb zenei fellépés              | Jelölve  | [ 363 ] |

### YouTube Music Awards
A YouTube Music Awards (röviden YTMA) díjait évente adja át a YouTube, ezzel megnevezve az év legjobb videóklipjeit is egyben.
| Év   | A jelölés tárgya | Kategória                          | Eredmény | Forr.   |
| ---- | ---------------- | ---------------------------------- | -------- | ------- |
| 2013 | Applause         | Az év videója                      | Jelölve  | [ 365 ] |
| 2015 | Lady Gaga        | Az 50 legnépszerűbb YouTube-előadó | Elnyerte | [ 366 ] |

## Egyéb elismerések

### Guinness Világrekordok
A Guinness Rekordok Könyve a világ legnagyobb rekordgyűjteménye, amely olyan nemzetközileg elismert és hitelesített rekordokat jelentet meg, amelyek az emberi teljesítőképesség vagy a természet szélsőségeiként jönnek létre.
| Év   | A jelölés tárgya                             | Kategória | Eredmény | Forr.   |
| ---- | -------------------------------------------- | --- | -------- | ------- |
| 2009 | Lady Gaga                                    | Az internet legtöbbet bekeresett női személye                                                                           | Elavult  | [ 368 ] |
| 2009 | Lady Gaga                                    | A legtöbb kumulatív hét az Egyesült Királyság kislemezlistáján egy éven belül                                           | Rekord   | [ 369 ] |
| 2009 | Lady Gaga                                    | Egy év alatt a legtöbbet letöltött női előadó az Egyesült Államokban                                                    | Rekord   | [ 370 ] |
| 2010 | Lady Gaga                                    | A legtöbb MTV Music Video Awards-jelölés egy év alatt                                                                   | Rekord   | [ 371 ] |
| 2010 | Poker Face                                   | A legtöbb hét az Egyesült Államok Hot Digital Songs listáján                                                            | Rekord   | [ 372 ] |
| 2010 | Telephone (Beyoncé közreműködésével)         | A legtöbb termékmegjelenítés egy videoklipben                                                                           | Rekord   | [ 373 ] |
| 2011 | Born This Way                                | Az iTunes leggyorsabban fogyó dala                                                                                      | Elavult  | [ 374 ] |
| 2011 | The Fame                                     | Az Egyesült Királyság legtöbbet letöltött albuma                                                                        | Elavult  | [ 375 ] |
| 2011 | Born This Way                                | Az Egyesült Államok leggyorsabban fogyó digitális albuma                                                                | Rekord   | [ 376 ] |
| 2012 | Lady Gaga                                    | A Twitter legtöbb követővel rendelkező személye                                                                         | Elavult  | [ 377 ] |
| 2016 | Lady Gaga                                    | A legtöbbször megtekintett Wikipédia oldal (női)                                                                        | Rekord   | [ 378 ] |
| 2019 | Lady Gaga                                    | Az első személy, akit ugyanazon évben jelöltek „A legjobb női főszereplő” és „A legjobb eredeti betétdal” Oscar-díjaira | Rekord   | [ 379 ] |
| 2020 | Just Dance, Poker Face, Bad Romance, Shallow | Az első női előadó, akinek négy dala is átlépte a 10 milliós eladási határt                                             | Rekord   | [ 380 ] |
| 2021 | Lady Gaga                                    | A legtöbb Popduó vagy -együttes teljesítmény győzelem a Grammy-gálákon                                                  | Rekord   | [ 381 ] |
| 2025 | Lady Gaga                                    | A legtöbb havi hallgató a Spotify-on (Női előadók)                                                                      | Rekord   | [ 382 ] |
| 2025 | Die with a Smile (Bruno Marssal)             | A leggyorsabban érte el az 1 milliárd streamet a Spotify-on (Duó/Együttes)                                              | Rekord   | [ 383 ] |
| 2025 | Lady Gaga                                    | Női előadóművész ingyenes koncertjének legnagyobb látogatottsága                                                        | Rekord   | [ 384 ] |
| 2025 | Die with a Smile (Bruno Marssal)             | A legtöbb napi első elhelyezés a Spotify Daily Top Songs Global listáján                                                | Rekord   | [ 385 ] |

### Lista formájú internetes cikkek
| Kiadó                         | Lista                                                                                       | Év(ek)      | Eredmény                                               | For.            |
| ----------------------------- | ------------------------------------------------------------------------------------------- | ----------- | ------------------------------------------------------ | --------------- |
| The A.V. Club                 | Minden idők 40 legjobb filmzenéje                                                           | 2023        | 30. (A Star Is Born)                                   | [ 386 ]         |
| The A.V. Club                 | Minden idők 50 legjobb videóklipje                                                          | 2023        | 36. (Bad Romance)                                      | [ 387 ]         |
| Apple Music                   | 100 legjobb album                                                                           | 2024        | 89. (The Fame Monster)                                 | [ 388 ]         |
| Associated Press              | Az év előadója                                                                              | 2011        | Szerepelt rajta                                        | [ 389 ]         |
| Associated Press              | Az évtized legjobb dalai                                                                    | 2019        | 11. (Alejandro)                                        | [ 390 ]         |
| Billboard                     | Minden idők 100 legjobb albumborítója                                                       | 2023        | 64. (The Fame Monster)                                 | [ 391 ]         |
| Billboard                     | A 2010-es évek 100 legjobb albuma                                                           | 2019        | 21. (Born This Way)                                    | [ 392 ]         |
| Billboard                     | A 2010-es évek 100 legjobb albuma                                                           | 2019        | 100. (A Star Is Born)                                  | [ 392 ]         |
| Billboard                     | Minden idők 100 legjobb videóklip-előadója                                                  | 2020        | 6.                                                     | [ 393 ]         |
| Billboard                     | A 2010-es évek 100 legjobb videóklipje                                                      | 2019        | 5. (Telephone)                                         | [ 394 ]         |
| Billboard                     | A 21. század 100 legjobb videóklipje                                                        | 2018        | 1. (Bad Romance)                                       | [ 395 ]         |
| Billboard                     | A 21. század 100 legjobb videóklipje                                                        | 2018        | 14. (Telephone)                                        | [ 395 ]         |
| Billboard                     | A 21. század 100 legjobb videóklipje                                                        | 2018        | 40. (Paparazzi)                                        | [ 395 ]         |
| Billboard                     | 100 dal, amely meghatározta az évtizedet                                                    | 2019        | Szerepelt rajta (Born This Way)                        | [ 396 ]         |
| Billboard                     | Az 500 legjobb popdal                                                                       | 2023        | 24. (Bad Romance)                                      | [ 397 ]         |
| Billboard                     | Az 500 legjobb popdal                                                                       | 2023        | 125. (Born This Way)                                   | [ 397 ]         |
| Billboard                     | Az év előadója                                                                              | 2010        | Szerepelt rajta                                        | [ 398 ]         |
| Billboard                     | Az évtized előadói                                                                          | 2009        | 73.                                                    | [ 399 ]         |
| Billboard                     | Az évtized előadói                                                                          | 2021        | 11.                                                    | [ 400 ]         |
| Billboard                     | A legnagyobb popsztár évenként (1981-2019)                                                  | 2009        | Szerepelt rajta                                        | [ 401 ]         |
| Billboard                     | A legnagyobb popsztár évenként (1981-2019)                                                  | 2010, 2011  | Megemlítették rajta                                    | [ 401 ]         |
| Billboard                     | A 21. század legnagyobb popsztárjai                                                         | 2024        | 5.                                                     | [ 402 ]         |
| Billboard                     | Pénzcsinálók                                                                                | 2011        | 1.                                                     | [ 403 ]         |
| Billboard                     | Pénzcsinálók                                                                                | 2012        | 4.                                                     | [ 404 ]         |
| Billboard                     | Pénzcsinálók                                                                                | 2015        | 17.                                                    | [ 405 ]         |
| Billboard                     | Pénzcsinálók                                                                                | 2018        | 6.                                                     | [ 406 ]         |
| Billboard                     | Power 100                                                                                   | 2012        | 84.                                                    | [ 407 ]         |
| Billboard                     | Minden idők 125 legjobb előadója                                                            | 2019        | 56.                                                    | [ 408 ] [ 409 ] |
| Billboard                     | A legjobb előadók                                                                           | 2009        | 3.                                                     | [ 410 ]         |
| Billboard                     | A legjobb új előadó                                                                         | 2009        | Szerepelt rajta                                        | [ 410 ]         |
| Business Insider              | Az évtized 20 legjobb előadója                                                              | 2019        | Szerepelt rajta                                        | [ 411 ]         |
| Business Insider              | 49 Legjobb filmekhez készült dalok                                                          | 2020        | 12. (Shallow)                                          | [ 412 ]         |
| Business Insider              | Minden idők 60 legikonikusabb videóklipje                                                   | 2023        | Szerepelt rajta (Bad Romance)                          | [ 413 ]         |
| Business Insider              | Az elmúlt évtized 113 legjobb dala                                                          | 2019        | 56. (Born This Way)                                    | [ 414 ]         |
| CNN                           | 10 előadó, aki megváltoztatta a 2010-es évek zenéjét                                        | 2019        | Szerepelt rajta                                        | [ 415 ]         |
| Consequence                   | Minden idők 100 legjobb albuma                                                              | 2022        | 45. (The Fame Monster)                                 | [ 416 ]         |
| Consequence                   | Az elmúlt 15 év 75 legjobb albuma                                                           | 2022        | 6. (The Fame Monster)                                  | [ 417 ]         |
| Consequence                   | A 2010-es évek 100 legjobb albuma                                                           | 2019        | 66. (Joanne)                                           | [ 418 ]         |
| Consequence                   | A 2010-es évek 100 legjobb dala                                                             | 2019        | 50. (The Edge of Glory)                                | [ 419 ]         |
| Consequence                   | A 2010-es évek 100 legjobb dala                                                             | 2019        | 82. (Shallow)                                          | [ 419 ]         |
| Cosmopolitan                  | Minden idők legjobb filmzenéi                                                               | 2023        | Szerepelt rajta (A Star Is Born)                       | [ 420 ]         |
| Elle                          | Az 52 legjobb dal, amely meghatározta a 2010-es éveket                                      | 2019        | Szerepelt rajta (Shallow)                              | [ 421 ]         |
| Entertainment Weekly          | Az 50 legbefolyásosabb előadóművész                                                         | 2010        | 2.                                                     | [ 422 ]         |
| Entertainment Weekly          | Az év előadója                                                                              | 2009, 2010  | Szerepelt rajta                                        | [ 423 ] [ 424 ] |
| Entertainment Weekly          | Az év előadói                                                                               | 2018        | Szerepelt rajta (Bradley Cooperrel)                    | [ 425 ]         |
| Forbes                        | A 2010-es évek 10 legjobban kereső zenésze                                                  | 2019        | 10.                                                    | [ 426 ]         |
| Forbes                        | 30 Under 30 a zenében                                                                       | 2011 – 2014 | Szerepelt rajta                                        | [ 427 ]         |
| Forbes                        | Amerika leggazdagabb önerejéből felemelkedett női                                           | 2020        | 97.                                                    | [ 428 ]         |
| Forbes                        | Celebrity 100                                                                               | 2010        | 4.                                                     | [ 429 ]         |
| Forbes                        | Celebrity 100                                                                               | 2011        | 1.                                                     | [ 430 ]         |
| Forbes                        | Celebrity 100                                                                               | 2012        | 5.                                                     | [ 431 ]         |
| Forbes                        | Celebrity 100                                                                               | 2013        | 2.                                                     | [ 432 ]         |
| Forbes                        | Celebrity 100                                                                               | 2014        | 15.                                                    | [ 433 ]         |
| Forbes                        | Celebrity 100                                                                               | 2015        | 25.                                                    | [ 434 ]         |
| Forbes                        | Celebrity 100                                                                               | 2018        | 49.                                                    | [ 435 ]         |
| Forbes                        | Celebrity 100                                                                               | 2019        | 90.                                                    | [ 436 ]         |
| Forbes                        | Celebrity 100                                                                               | 2020        | 87.                                                    | [ 437 ]         |
| Forbes                        | Legjobban kereső hírességek 30 alatt                                                        | 2010        | 3.                                                     | [ 438 ]         |
| Forbes                        | Legjobban kereső hírességek 30 alatt                                                        | 2011        | 1.                                                     | [ 439 ]         |
| Forbes                        | Legjobban kereső hírességek 30 alatt                                                        | 2012        | 4.                                                     | [ 440 ]         |
| Forbes                        | Legjobban kereső hírességek 30 alatt                                                        | 2013        | 1.                                                     | [ 441 ]         |
| Forbes                        | Legjobban kereső hírességek 30 alatt                                                        | 2014        | 8.                                                     | [ 442 ]         |
| Forbes                        | Legjobban kereső hírességek 30 alatt                                                        | 2015        | 3.                                                     | [ 443 ]         |
| Forbes                        | Az elmúlt évtized legmeghatározóbb popkulturális pillanatai                                 | 2019        | Szerepelt rajta (Lady Gaga húsból készült ruhát visel) | [ 444 ]         |
| Forbes                        | A legbefolyásosabb zenészek                                                                 | 2013        | 1.                                                     | [ 445 ]         |
| Forbes                        | A világ 100 legbefolyásosabb nője                                                           | 2010        | 7.                                                     | [ 446 ]         |
| Forbes                        | A világ 100 legbefolyásosabb nője                                                           | 2011        | 11.                                                    | [ 447 ]         |
| Forbes                        | A világ 100 legbefolyásosabb nője                                                           | 2012        | 14.                                                    | [ 448 ]         |
| Forbes                        | A világ 100 legbefolyásosabb nője                                                           | 2013        | 45.                                                    | [ 449 ]         |
| Forbes                        | A világ 100 legbefolyásosabb nője                                                           | 2014        | 67.                                                    | [ 450 ]         |
| Glamour                       | 104 nő, aki meghatározta az évtizedet a popkultúrában                                       | 2019        | Szerepelt rajta                                        | [ 451 ]         |
| GQ                            | A 21. század 15 legjobb popalbuma                                                           | 2024        | Szerepelt rajta (The Fame)                             | [ 452 ]         |
| The Guardian                  | A 21. század 100 legjobb albuma                                                             | 2019        | 80. (The Fame)                                         | [ 453 ]         |
| The Guardian                  | Top 100 Nő                                                                                  | 2011        | Szerepelt rajta                                        | [ 454 ]         |
| Guinness Világrekordok Könyve | A Guinness Rekordok Könyvének legbefolyásosabb hírességeinek indexe                         | 2013        | 1.                                                     | [ 455 ]         |
| Guinness Világrekordok Könyve | A Guinness Rekordok Könyvének legbefolyásosabb popzenésze                                   | 2014        | 1.                                                     | [ 456 ]         |
| Harper’s Bazaar               | Az 50 legjobb filmzene                                                                      | 2023        | Szerepelt rajta (A Star Is Born)                       | [ 457 ]         |
| Harper’s Bazaar               | A 2000-es évek 65 legjobb dala                                                              | 2023        | Szerepelt rajta (Paparazzi)                            | [ 458 ]         |
| The Hollywood Reporter        | 40 legnagyobb híres vállalkozó                                                              | 2022        | Szerepelt rajta                                        | [ 459 ]         |
| The Hollywood Reporter        | 100 legbefolyásosabb nő a szórakoztatóiparban                                               | 2021        | Szerepelt rajta                                        | [ 460 ]         |
| The Independent               | Minden idők 35 legjobb debütáló albuma                                                      | 2022        | 30. (The Fame)                                         | [ 461 ]         |
| IndieWire                     | Az évtized 50 legjobb filmes alakítása                                                      | 2019        | 27. (Csillag születik)                                 | [ 462 ]         |
| Insider                       | A 2010-es évek 20 legjobb előadója                                                          | 2019        | Szerepelt rajta                                        | [ 463 ]         |
| Little White Lies             | Az 50 legjobb filmekhez írt eredeti dal                                                     | 2019        | 44. (Shallow)                                          | [ 464 ]         |
| Marie Claire                  | Minden idők 17 legjobb filmzenéje                                                           | 2021        | Szerepelt rajta (A Star Is Born)                       | [ 465 ]         |
| Marie Claire                  | Minden idők 32 legnagyobb stílusikonja                                                      | 2023        | Szerepelt rajta                                        | [ 466 ]         |
| Marie Claire                  | A 2010-es évek 50 legnagyobb, legbefolyásosabb, legfeledhetetlenebb popkulturális pillanata | 2019        | Szerepelt rajta (Lady Gaga húsruhája)                  | [ 467 ]         |
| NME                           | 100 legjobb videóklip                                                                       | 2011        | 17. (Telephone)                                        | [ 468 ]         |
| NME                           | Az évtized legjobb albumai: A 2010-es évek                                                  | 2019        | 78. (Born This Way)                                    | [ 469 ]         |
| NME                           | Az évtized legjobb dalai: A 2010-es évek                                                    | 2019        | 52. (The Edge of Glory)                                | [ 470 ]         |
| NPR                           | A 21. század legbefolyásosabb női zenészei                                                  | 2018        | 2.                                                     | [ 471 ]         |
| NPR                           | A 21. század 200 legjobb dala női előadótól                                                 | 2018        | 29. (Bad Romance)                                      | [ 472 ]         |
| NPR                           | A 21. század 200 legjobb dala női előadótól                                                 | 2018        | 57. (Born This Way)                                    | [ 473 ]         |
| Out                           | Minden idők 12 legnagyobb női meleg ikonja                                                  | 2014        | Szerepelt rajta                                        | [ 474 ]         |
| Paper                         | Top 10 album a 2010-es évekből                                                              | 2019        | Szerepelt rajta (Born This Way)                        | [ 475 ]         |
| Parade                        | Minden idők 102 legjobb videóklipje                                                         | 2023        | 45. (Telephone)                                        | [ 476 ]         |
| Parade                        | A 2010-es évek legjobb dalai                                                                | 2019        | 26. (The Edge of Glory)                                | [ 477 ]         |
| Paste                         | A 2010-es évek 30 legjobb popalbuma                                                         | 2019        | 26. (Born This Way)                                    | [ 478 ]         |
| Paste                         | Minden idők 100 legjobb debütáló albuma                                                     | 2023        | 37. (The Fame)                                         | [ 479 ]         |
| Paste                         | Minden idők 300 legjobb albuma                                                              | 2024        | 240. (The Fame Monster)                                | [ 480 ]         |
| Pitchfork                     | A 2010-es évek 200 legjobb albuma                                                           | 2019        | 151. (The Fame Monster)                                | [ 481 ]         |
| Pitchfork                     | A Pitchfork első 25 évének 200 legfontosabb előadója (a „The Essentials” alatt)             | 2021        | Szerepelt rajta                                        | [ 482 ]         |
| Refinery29                    | Minden idők legjobb filmzenéi                                                               | 2021        | Szerepelt rajta (A Star Is Born)                       | [ 483 ]         |
| Refinery29                    | A 2010-es évek legjobb dalai                                                                | 2019        | Szerepelt rajta (Shallow)                              | [ 484 ]         |
| Rolling Stone                 | Minden idők 100 legjobb debütáló albuma                                                     | 2022        | 95. (The Fame)                                         | [ 485 ]         |
| Rolling Stone                 | A 2000-es évek 100 legjobb dala                                                             | 2011        | 96. (Poker Face)                                       | [ 486 ]         |
| Rolling Stone                 | A 2010-es évek 100 legjobb dala                                                             | 2019        | 14. (Shallow)                                          | [ 487 ]         |
| Rolling Stone                 | A 2010-es évek 100 legjobb dala                                                             | 2019        | 59. (The Edge of Glory)                                | [ 487 ]         |
| Rolling Stone                 | Minden idők 100 legjobb videóklipje                                                         | 2021        | 33. (Bad Romance)                                      | [ 488 ]         |
| Rolling Stone                 | Minden idők 200 legjobb énekese                                                             | 2023        | 58.                                                    | [ 489 ]         |
| Rolling Stone                 | Minden idők 500 legjobb albuma                                                              | 2020        | 484. (Born This Way)                                   | [ 490 ]         |
| Rolling Stone                 | Minden idők 500 legjobb dala                                                                | 2021        | 482. (Bad Romance)                                     | [ 491 ]         |
| Slant Magazine                | A 2010-es évek 100 legjobb albuma                                                           | 2019        | 20. (Born This Way)                                    | [ 492 ]         |
| Slant Magazine                | Minden idők 100 legjobb videóklipje                                                         | 2021        | 60. (Telephone)                                        | [ 493 ]         |
| Spin                          | Minden idők 40 legjobb videóklip-előadója                                                   | 2021        | 13.                                                    | [ 494 ]         |
| Spin                          | A 2010-es évek 101 legjobb albuma                                                           | 2020        | 72. (Born This Way)                                    | [ 495 ]         |
| Spin                          | Az elmúlt 30 év 300 legjobb albuma                                                          | 2015        | 197. (The Fame Monster)                                | [ 496 ]         |
| Spin                          | Az elmúlt 35 év legbefolyásosabb előadói                                                    | 2020        | 28.                                                    | [ 497 ]         |
| Stereogum                     | A 2010-es évek 200 legjobb dala                                                             | 2019        | 88. (Telephone)                                        | [ 498 ]         |
| Stereogum                     | A 2010-es évek 200 legjobb dala                                                             | 2019        | 46 (Shallow)                                           | [ 498 ]         |
| Stylist                       | 50 női pop úttörő                                                                           | 2011        | Szerepelt rajta                                        | [ 499 ]         |
| Tampa Bay Times               | Az évtized legjobb előadója                                                                 | 2019        | Szerepelt rajta                                        | [ 500 ]         |
| The Telegraph                 | Minden idők 60 legjobb énekes-dalszerzőnői                                                  | 2018        | 18.                                                    | [ 501 ]         |
| The Telegraph                 | A popzene 20 legjobb női előadója                                                           | 2015        | 12.                                                    | [ 502 ]         |
| Time                          | Minden idők 30 legjobb videóklipje                                                          | 2011        | Szerepelt rajta (Bad Romance)                          | [ 503 ]         |
| Time                          | Minden idők 100 divatikonja (a „Muses” alatt)                                               | 2012        | Szerepelt rajta                                        | [ 504 ]         |
| Time                          | Time 100 (az „Artists” alatt, Cyndi Lauper által írt elismeréssel)                          | 2010        | Szerepelt rajta                                        | [ 505 ]         |
| Time                          | Time 100 (az „Icons” alatt, Céline Dion által írt elismeréssel)                             | 2019        | Szerepelt rajta                                        | [ 506 ]         |
| Time                          | A Time 2000-es évek legbefolyásosabb emberei (olvasói szavazás)                             | 2013        | 2.                                                     | [ 507 ]         |
| Time                          | Time Az év embere (a „People Who Mattered” alatt)                                           | 2010        | Szerepelt rajta                                        | [ 508 ]         |
| Time Out                      | A 21. század 45 legjobb popdalai                                                            | 2023        | 18. (Poker Face)                                       | [ 509 ]         |
| Time Out                      | A 2000-es évek 50 legjobb dala                                                              | 2021        | Szerepelt rajta (Just Dance)                           | [ 510 ]         |
| The Times                     | Az évszázad 20 legjobb szólóénekese                                                         | 2023        | 8.                                                     | [ 511 ]         |
| Uproxx                        | A 2010-es évek legjobb albumai                                                              | 2019        | 92. (Born This Way)                                    | [ 512 ]         |
| Uproxx                        | A 2010-es évek legjobb dalai                                                                | 2019        | 40. (Shallow)                                          | [ 513 ]         |
| USA Today                     | 10 dal, amely meghatározta a 2010-es éveket a zenében                                       | 2019        | Born This Way (2011)                                   | [ 514 ]         |
| USA Today                     | A 2010-es évek legjobb zenészei                                                             | 2020        | Szerepelt rajta                                        | [ 515 ]         |
| Variety                       | Variety500: A globális média 500 legfontosabb embere                                        | 2017 – 2022 | Szerepelt rajta                                        | [ 516 ]         |
| VH1                           | A VH1 100 legnagyobb női zenészei                                                           | 2012        | 4.                                                     | [ 517 ]         |
| Vulture                       | Minden idők 40 legjobb filmzenéje                                                           | 2018        | 25. (A Star Is Born)                                   | [ 518 ]         |
| W                             | Az évtized 50 legnagyobb popkulturális pillanatai, mérföldkövei és emlékei                  | 2019        | 38. (A húsruha)                                        | [ 519 ]         |

### Állami elismerések
| Ország           | Év   | Elismerés                       | For.    |
| ---------------- | ---- | ------------------------------- | ------- |
| Ausztrália       | 2011 | Sydney tiszteletbeli polgára    | [ 520 ] |
| Tajwan           | 2011 | Taichung városának kulcsa       | [ 521 ] |
| Egyesült Államok | 2021 | West Hollywood városának kulcsa | [ 522 ] |

## Fordítás
- Ez a szócikk részben vagy egészben  a   List of awards and nominations received by Lady Gaga című angol Wikipédia-szócikk fordításán alapul.  Az eredeti cikk szerkesztőit annak laptörténete sorolja fel. Ez a jelzés csupán a megfogalmazás eredetét és a szerzői jogokat jelzi, nem szolgál a cikkben szereplő információk forrásmegjelöléseként.